# گوآم
گوآم (به زبان چامورو: Guåhan) از قلمروهای منظم‌نشدهٔ ایالات متحده آمریکا در اقیانوس آرام غربی است. جمعیت این جزیره ۱۶۹٬۰۰۰ نفر، پرجمعیت‌ترین شهر آن دِدیدو و مرکز آن شهر هاگاتنیا است. از مهم‌ترین شهرهای آن نیز می‌توان به رِ دِ دو اشاره کرد. امور سیاسی میان گوآم و ایالات متحده توسط «دفتر امور جزایر» وزارت کشور آمریکا اداره می‌شود. گوآمیان بر مبنای تولد شهروند ایالات متحده آمریکا به حساب می‌آیند. گوآم توسط دولت ایالات متحدهٔ آمریکا اداره می‌شود ولی جزء خاک ایالات متحده به‌شمار نمی‌آید.گوام نزدیک ترین کشور به دراز گودال ماریانا است.
گوآم بزرگ‌ترین جزیره از جزایر منطقه میکرونزی است و پس از طی سه‌چهارم از راه هاوایی به فیلیپین می‌توان به آن رسید.
۳۸٫۳ درصد از مردم گوآم به زبان انگلیسی، ۲۲٫۲ درصد به زبان چامورو، ۲۲٫۲ درصد به زبان‌های فیلیپینی و بقیه نیز به زبان‌های دیگر جزایر اقیانوسیه سخن می‌گویند.
گوآم تا پیش از جنگ جهانی دوم تنها جزیره میکرونزی بود که ایالات متحده کنترل آن را در دست داشت اما این جزیره ساعاتی پیش از حملهٔ هوایی ژاپن به پرل هاربر در هشتم دسامبر ۱۹۴۱ به تصرف نیروهای ژاپنی درآمد که این تصرف دو سال و نیم به درازا کشید.
در دوران اشغال این جزیره توسط ژاپنی‌ها، مردم گوآم با اعمالی همچون شکنجه، تجاوز جنسی و قتل توسط نظامیان ژاپنی روبرو شدند. همچنین سیاست تحمیل فرهنگ ژاپنی بر مردم این جزیره نیز در پیش گرفته‌شد. به هنگام بازپس‌گیری جزیره توسط آمریکا در ۲۱ ژوئیه ۱۹۴۴ درگیری شدید نظامی در گوآم رخ داد. این روز به عنوان روز آزادسازی جزیره در تقویم رسمی گوآم قرار گرفته است.
در بهمن‌ماه سال ۱۳۹۰ آمریکا و ژاپن دربارهٔ تفاهم‌نامه‌ای در ارتباط با انتقال ۴۷۰۰ نفر از تفنگداران مستقر در جزیره جنوبی «اکیناوا» به جزیره گوام به توافق رسیدند.
در مردادماه سال ۱۳۹۶ کره شمالی در واکنش به تحرکات ایالات متحده آمریکا گوام را تهدید به حمله موشکی کرد.

## تاریخ

### پیش از تماس با اروپایی‌ها
گوام و جزایر ماریانا اولین جزایری بودند که انسان‌ها در منطقه دورافتاده اقیانوسیه در آن‌ها ساکن شدند. این جزایر شاهد اولین و طولانی‌ترین سفرهای دریایی مردمان آسترونزیایی بودند و سکونت آن‌ها در این جزایر، جدا از سکونت بعدی پلی‌نزیایی‌ها در سایر نقاط اقیانوسیه دورافتاده است. اولین ساکنان این جزایر حدود ۱۵۰۰ تا ۱۴۰۰ سال قبل از میلاد از فیلیپین به آنجا آمدند. پس از آن، در هزاره اول پس از میلاد، موج دومی از مهاجران از جزایر کارولین به این منطقه آمدند. موج سوم مهاجرت نیز در حدود ۹۰۰ میلادی از جنوب شرقی آسیا، احتمالاً فیلیپین یا شرق اندونزی، رخ داد.

نقشه گسترش مردمان آسترونزیایی دوران نوسنگی در جزایر اقیانوس‌های هند و آرام

این ساکنان اولیه گوام و جزایر ماریانای شمالی در نهایت به مردم چمورو تبدیل شدند. جامعه چموروهای باستان به چهار طبقه تقسیم می‌شد: چاموری‌ها (روسا) که رئیس بودند، ماتواها (طبقه بالا)، آچائوت‌ها (طبقه متوسط) و ماناچانگ‌ها (طبقه پایین). ماتواها در روستاهای ساحلی زندگی می‌کردند و به منابع ماهیگیری دسترسی بهتری داشتند، در حالی که ماناچانگ‌ها در داخل جزیره ساکن بودند. ارتباط بین این دو طبقه بسیار کم بود و آچائوت‌ها اغلب نقش واسطه را بین آن‌ها ایفا می‌کردند.
همچنین "makåhna" یا "kakahna"، شمن‌هایی با قدرت‌های جادویی و "suruhånu" یا "suruhåna"، شفادهندگانی که از انواع گیاهان و مواد طبیعی برای ساخت دارو استفاده می‌کردند، وجود داشتند. اعتقاد به ارواح چموروهای باستانی به نام "Taotao mo'na" همچنان به عنوان بازمانده‌ای از فرهنگ پیش از اروپایی‌ها باقی مانده است. اعتقاد بر این است که "suruhånu" یا "suruhåna" تنها کسانی هستند که می‌توانند گیاهان و سایر مواد طبیعی را از خانه‌های خود یا "hålomtåno" بدون ایجاد خشم "Taotao mo'na" به سلامت برداشت کنند. جامعه آنها در امتداد طوایف مادرتباری سازماندهی شده بود.
مردم چمورو ستون‌هایی از ستون‌های سنگی بزرگ به نام سنگ‌های لات را برپا کردند که بر روی آنها خانه‌های خود را ساختند. سنگ‌های لات ستون‌های سنگی هستند که فقط در جزایر ماریانا یافت می‌شوند. آنها یک پیشرفت اخیر در جامعه چموروی پیش از تماس با اروپایی‌ها هستند. سنگ لات به عنوان پایه‌ای استفاده می‌شد که کلبه‌های کاهگلی بر روی آن ساخته می‌شدند. سنگ‌های لات از یک پایه به شکل سنگ آهک به نام haligi و یک سنگ پوششی یا tåsa تشکیل شده‌اند که یا از یک مرجان مغزی بزرگ یا سنگ آهک ساخته شده و در بالا قرار می‌گیرد. یک منبع احتمالی برای این سنگ‌ها، معدن سنگ لات روتا، در سال ۱۹۲۵ در روتا کشف شد.

### دوره اسپانیایی‌ها

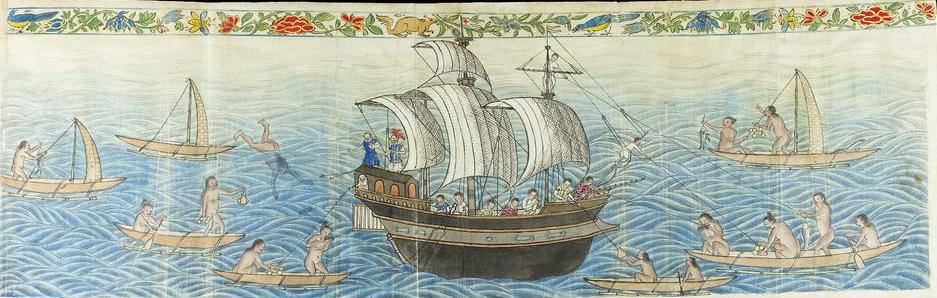
استقبال مردم چمورو از کشتی اسپانیایی از نوع مانیلا گالنون در جزایر ماریانا، حدود ۱۵۹۰ میلادی. نگاره از دفترنامه بوکسر

اولین اروپایی که به گوام سفر کرد، دریانورد پرتغالی فردیناند ماژلان بود که برای پادشاهی اسپانیا دریانوردی می‌کرد. او در ۶ مارس ۱۵۲۱، طی سفر دریایی ناوگان خود به دور دنیا، این جزیره را مشاهده کرد. با وجود بازدید ماژلان، گوام تا ۲۶ ژانویه ۱۵۶۵ توسط میگل لوپز ده لگازپی رسماً به عنوان قلمرو اسپانیا اعلام نشد. از ۱۵۶۵ تا ۱۸۱۵، گوام و جزایر ماریانای شمالی، تنها پایگاه‌های اسپانیا در اقیانوس آرام در شرق فیلیپین، ایستگاه‌های تجدید تدارکات برای مانیلا گالنون بودند، ناوگانی که مسیر تجاری اقیانوس آرام را بین آکاپولکو، گررو و مانیل پوشش می‌داد.
استعمار اسپانیا در ۱۵ ژوئن ۱۶۶۸ با ورود هیأتی به رهبری دیگو لوئیس د سان ویتورس آغاز شد که اولین کلیسای کاتولیک را تأسیس کرد. این جزایر بخشی از هند شرقی اسپانیا و بخشی از اسپانیای نو بودند که در مکزیکوسیتی مستقر بود. جنگ‌های اسپانیا و چمورو در گوام در سال ۱۶۷۰ بر سر تنش‌های فزاینده با مأموریت یسوعی‌ها آغاز شد و آخرین قیام بزرگ در سال ۱۶۸۳ بود.
جنگ‌های متناوب، به علاوه طوفان‌های ۱۶۷۱ و ۱۶۹۳، و به‌ویژه همه‌گیری آبله در سال ۱۶۸۸، جمعیت چمورو را از ۵۰۰۰۰ به ۱۰۰۰۰ و در نهایت به کمتر از ۵۰۰۰ نفر کاهش داد. تا اواخر قرن نوزدهم، گوام با ماجراجویان و دزدان دریایی از جمله توماس کاوندیش، اولیویر ون نورت، جان ایتون، ویلیام دامپیر، وودز راجرز، جان کلیپرتون، جورج شلووک و ویلیام «قلدر» هیز مواجه شد.
این جزیره از سال ۱۸۲۳ به بعد به توقفگاهی برای شکار نهنگ تبدیل شد. یک طوفان ویرانگر در ۱۰ اوت ۱۸۴۸ به جزیره برخورد کرد و پس از آن زلزله شدیدی در ۲۵ ژانویه ۱۸۴۹ رخ داد که منجر به پناهندگان زیادی از جزایر کارولین شد که قربانی سونامی بودند. این زمین‌لرزه بسیار قدرتمندتر از زلزله ۸٫۲ ریشتری بود که در ۸ اوت ۱۹۹۳ رخ داد. پس از اینکه یک همه‌گیری آبله در سال ۱۸۵۶ جان ۳۶۴۴ گوامی را گرفت، به کارولینی‌ها و ژاپنی‌ها اجازه داده شد تا در ماریاناها ساکن شوند.

## دوره آمریکایی‌ها

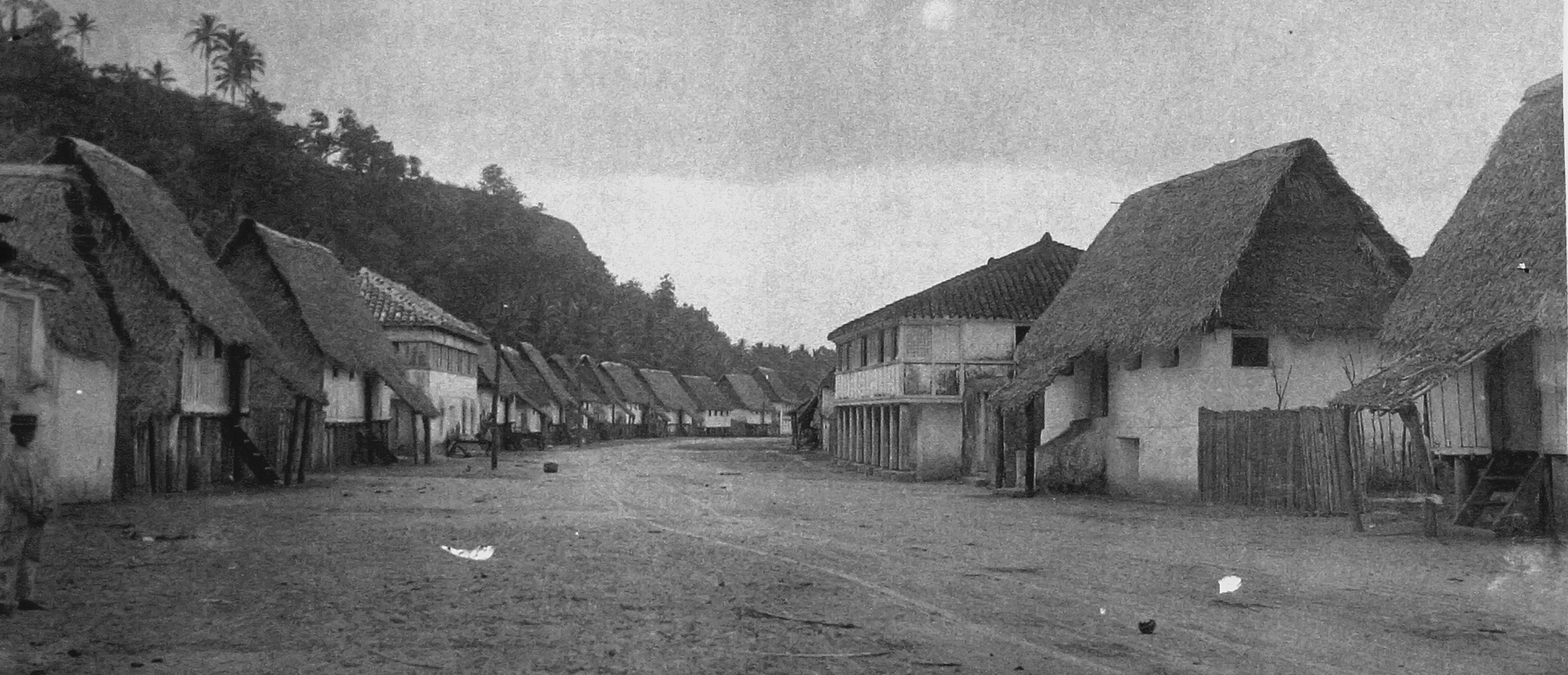
خیابان اصلی هاگاتنیا حدود ۱۸۹۹ تا ۱۹۰۰

پس از تقریباً چهار قرن به عنوان بخشی از اسپانیا، ایالات متحده پس از شکست اسپانیا در جنگ آمریکا و اسپانیا در سال ۱۸۹۸، این جزیره را به عنوان بخشی از پیمان پاریس در سال ۱۸۹۸ اشغال کرد. گوام در ۲۳ دسامبر ۱۸۹۸ توسط فرمان اجرایی ۱۰۸-A از بیست و پنجمین رئیس‌جمهور ویلیام مک‌کینلی به کنترل نیروی دریایی ایالات متحده آمریکا منتقل شد.
گوام ایستگاهی برای بازرگانان و کشتی‌های جنگی آمریکایی بود که به فیلیپین (که یکی دیگر از تصرفات آمریکا از اسپانیا بود) و از آنجا سفر می‌کردند، در حالی که جزایر ماریانای شمالی توسط اسپانیا به آلمان برای بخشی از امپراتوری آلمان که به سرعت در حال گسترش بود، فروخته شد. یک کارخانه کشتی‌سازی نیروی دریایی ایالات متحده در پیتی در سال ۱۸۹۹ تأسیس شد. پادگان سپاه تفنگداران دریایی ایالات متحده آمریکا در سومای در سال ۱۹۰۱ تأسیس شد.
یک واحد هواپیمای دریایی از سال ۱۹۲۱ تا ۱۹۳۰ در سوما مستقر شد که اولین واحد در اقیانوس آرام بود. شرکت کابل تجاری اقیانوس آرام در سال ۱۹۰۳ یک ایستگاه تلگراف/تلفن برای اولین کابل ارتباطی فرااقیانوس آرام ساخت و پس از آن پان امریکن ورلد ایرویز یک پایگاه هواپیمای دریایی در سومای برای مسیر چاینا کلیپر در سراسر اقیانوس آرام ایجاد کرد.

## جنگ جهانی اول
در ۱۰ دسامبر ۱۹۱۴، کشتی اس‌ام‌اس کرموران (۱۹۰۹) (SMS Cormoran II)، یک کشتی تجاری مسلح آلمانی، پس از کمبود زغال سنگ، مجبور شد در بندر آپرا در قلمرو ایالات متحده گوام پهلو بگیرد. ایالات متحده که در آن زمان بی‌طرف بود از تأمین آذوقه کافی برای کشتی کرموران برای رسیدن به یک بندر آلمانی خودداری کرد، بنابراین کشتی و خدمه آن تا سال ۱۹۱۷ در آنجا ماندند.
صبح روز ۷ آوریل ۱۹۱۷، از طریق کابل تلگراف به گوام خبر رسید که کنگره ایالات متحده به آلمان اعلام جنگ کرده است (ایالات متحده آمریکا در جنگ جهانی اول). فرماندار دریایی گوام، روی کمپ‌بل اسمیت، دو افسر را برای اطلاع‌رسانی به کرموران فرستاد که وضعیت جنگی بین دو کشور وجود دارد، که خدمه اکنون زندانی جنگی هستند و کشتی باید تسلیم شود. در همین حال، کشتی USS Supply ورودی بندر آپرا را مسدود کرد تا از هرگونه تلاش برای فرار جلوگیری کند. در یک قایق جداگانه، دو افسر با یک کرجی به فرماندهی ستوان W.A. Hall که به عنوان استاد جایزه تعیین شده بود همراه شدند و ۱۸ ملوان و ۱۵ تفنگدار دریایی را از پادگان سومای آورده بودند.
هال با دیدن یک قایق از کرموران که یک بارج تدارکاتی را به ساحل می‌کشید، دستور شلیک به سمت کمان قایق را داد تا زمانی که متوقف شود. در همین حال، دو افسر به کرموران رسیدند و ناخدا آدالبرت زوک‌شوئرت را از وضعیت مطلع کردند. زاکشورت موافقت کرد که خدمه خود را تسلیم کند اما از تحویل کشتی خودداری کرد. افسران آمریکایی به زاکشورت اطلاع دادند که با کرموران به عنوان یک کشتی جنگی دشمن رفتار می‌شود و برای اطلاع فرماندار اسمیت از وضعیت آنجا را ترک کردند. آلمانی‌ها بدون اطلاع آمریکایی‌ها یک وسیله انفجاری را در پناهگاه زغال سنگ کشتی پنهان کرده بودند. دقایقی پس از خروج آمریکایی‌ها، انفجاری در کرموران رخ داد که باعث پرتاب آوار در سراسر بندر شد و خدمه آن شروع به ترک کشتی کردند. دو قایق آمریکایی و USS Supply بلافاصله شروع به نجات ملوانان آلمانی از آب کردند و تقریباً ۳۷۰ خدمه کرموران را نجات دادند. این حادثه، از جمله شلیک‌های هشدار به سمت قایق، اولین اقدام خشونت‌آمیز ایالات متحده آمریکا در جنگ جهانی اول، اولین گلوله‌های شلیک شده توسط ایالات متحده علیه آلمان در جنگ جهانی اول، اولین اسیران جنگی آلمانی دستگیر شده توسط ایالات متحده و اولین آلمانی‌هایی بود که در جنگ جهانی اول توسط ایالات متحده کشته شدند.

## جنگ جهانی دوم
تفنگداران دریایی آمریکایی در حال عبور از میان خرابه‌های هاگاتنیا، ژوئیه ۱۹۴۴.
در طول جنگ جهانی دوم، امپراتوری ژاپن در ۸ دسامبر، همزمان با حمله به پرل هاربر، به گوام حمله کرد و آن را اشغال کرد (نبرد گوام). ژاپنی‌ها نام گوام را به "Ōmiya-jima" (جزیره معبد بزرگ) تغییر دادند. تصرف گوام توسط ژاپن حدود ۳۱ ماه طول کشید. در این مدت، مردم بومی گوام در معرض کار اجباری، جدایی خانواده، حبس، اعدام، اردوگاه‌های کار اجباری و فحشای اجباری قرار گرفتند.
بر اساس شهادت کمیته کنگره ایالات متحده آمریکا در سال ۲۰۰۴، تقریباً ۱۰۰۰ نفر در طول اشغال جان خود را از دست دادند. برخی از مورخان تخمین می‌زنند که خشونت جنگی ۱۰ درصد از جمعیت ۲۰ هزار نفری گوام را کشته است. ایالات متحده آمریکا بازگشت و از ۲۱ ژوئیه تا ۱۰ اوت نبرد گوام را برای بازپس‌گیری این جزیره انجام داد. ۲۱ ژوئیه اکنون یک تعطیلات منطقه‌ای به نام «روز آزادی» است.

## پس از جنگ
پس از جنگ جهانی دوم، قانون اساسی گوام در سال ۱۹۵۰، گوام را به عنوان یک قلمروهای ایالات متحده آمریکا سازماندهی شده و ثبت نشده تأسیس کرد، ساختار دولت غیرنظامی جزیره را فراهم کرد و به مردم تابعیت ایالات متحده را اعطا کرد. فرماندار گوام تا سال ۱۹۶۸ که قانون فرماندار منتخب گوام انتخابات عمومی این دفتر را فراهم کرد، توسط دولت فدرال منصوب می‌شد. از آنجایی که گوام یک ایالت ایالات متحده نیست، شهروندان آمریکایی ساکن گوام اجازه ندارند به رئیس‌جمهور رأی دهند و نماینده کنگره آنها یک عضو بدون حق رأی است.
با این حال، آنها در انتخابات مقدماتی ریاست جمهوری به نمایندگان حزب رای می‌دهند. در سال ۱۹۶۹، همه‌پرسی در مورد اتحاد با جزایر ماریانای شمالی برگزار شد و رد شد. در طول دهه ۱۹۷۰، ماریلی فان لیر پک یک برنامه مهندسی را آغاز کرد، دانشگاه گوآم را گسترش داد و کالج اجتماعی گوام را تأسیس کرد. در همان دوره، آلبی منگلس، ماجراجوی استرالیایی و فیلمساز «World Safari»، در طول سفر شش ساله خود در اقیانوس آرام با کشتی کلارابورگ، از گوام بازدید کرد.
لغو مجوز امنیتی گوام توسط رئیس‌جمهور جان اف کندی در سال ۱۹۶۳ امکان توسعه صنعت گردشگری را فراهم کرد. هنگامی که ایالات متحده پایگاه‌های سوبیک بی و کلارک را در فیلیپین پس از انقضای اجاره آنها در اوایل دهه ۱۹۹۰ تعطیل کرد، بسیاری از نیروهایی که در آنجا مستقر بودند به گوام منتقل شدند.
بحران مالی ۱۹۹۷ آسیا، که به ویژه ژاپن را به شدت تحت تأثیر قرار داد، به صنعت گردشگری گوام آسیب جدی وارد کرد. کاهش بودجه نظامی در دهه ۱۹۹۰ نیز اقتصاد این جزیره را مختل کرد. بهبود اقتصادی بیشتر با ویرانی‌های ناشی از ابر طوفان‌های Paka در سال ۱۹۹۷ و Pongsona در سال ۲۰۰۲ و همچنین اثرات حملات ۱۱ سپتامبر و سقوط پرواز شماره ۸۰۱ هواپیمایی کره بر گردشگری، با مشکل مواجه شد.

## جغرافیا

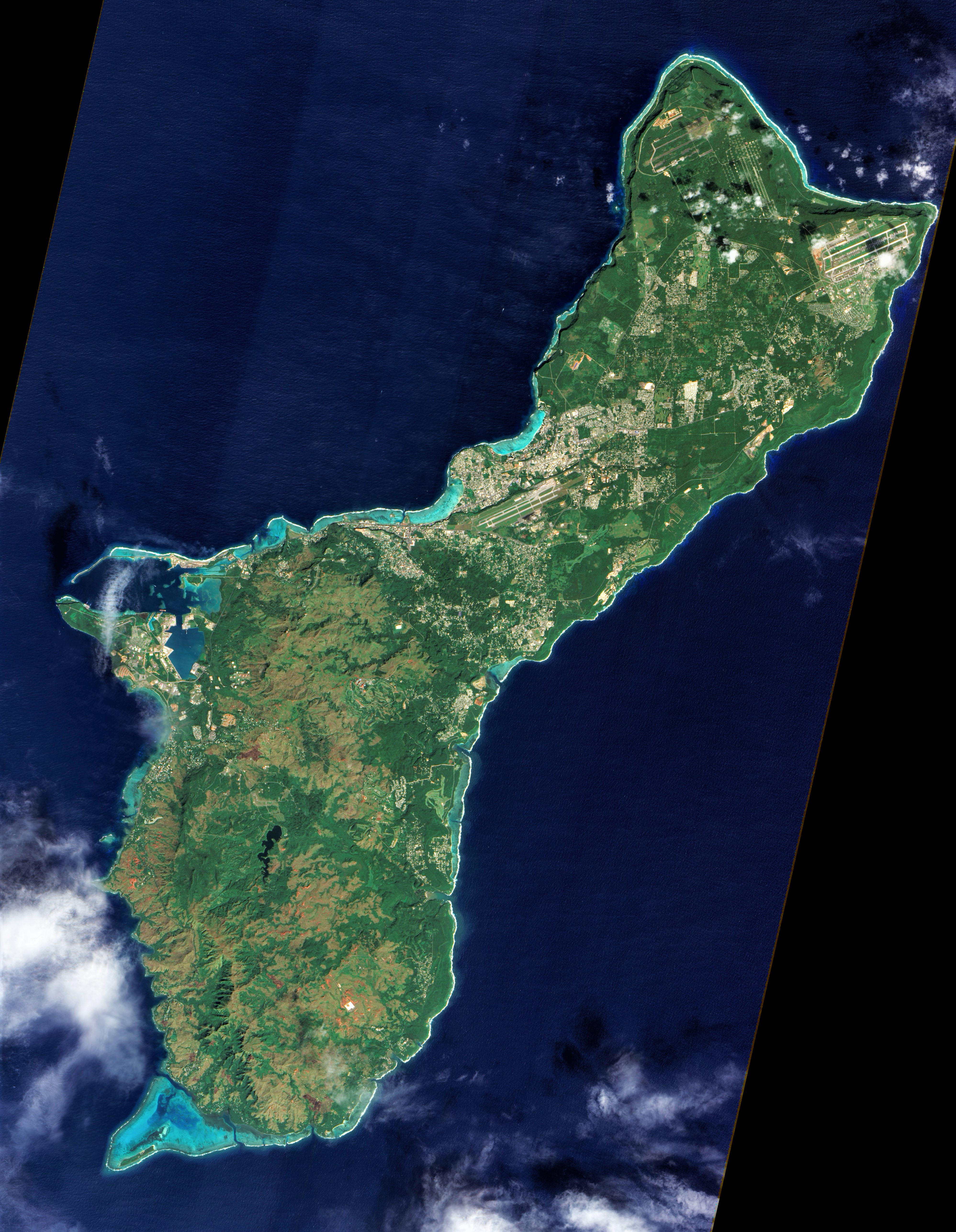
عکسی از گوام از فضا که توسط ماهواره رصدی زمین ناسا.

گوام ۴۸٫۵۵ کیلومتر طول و ۶ تا ۱۹ کیلومتر عرض دارد و مساحت آن ۵۴۹ کیلومتر مربع است. این جزیره، سی و دومین جزیره بزرگ ایالات متحده، بزرگ‌ترین و جنوبی‌ترین جزیره در جزایر ماریانا و همچنین بزرگ‌ترین جزیره در میکرونزی است. پوینت اودال در گوام، غربی‌ترین نقطه ایالات متحده است که از مرکز جغرافیایی این کشور اندازه‌گیری می‌شود.
زنجیره جزایر ماریانا، که گوام بخشی از آن است، در اثر برخورد صفحات زمین‌ساختی اقیانوس آرام و دریای فیلیپین ایجاد شده است. گوام بر روی صفحه کوچک ماریانا بین این دو قرار دارد. این جزیره نزدیک‌ترین خشکی به درازگودال ماریانا است، منطقه عمیق فرورانش که در شرق ماریانا قرار دارد. فوران‌های آتشفشانی در دوره ائوسن، حدود ۵۶ تا ۳۳٫۹ میلیون سال پیش، پایه جزیره را تشکیل دادند. شمال گوام نتیجه پوشیده شدن این پایه با لایه‌هایی از صخره‌های مرجانی است که به سنگ آهک تبدیل شده و سپس توسط فعالیت‌های زمین‌ساخت به سمت بالا رانده شده تا یک فلات ایجاد کند.
جنوب ناهموار جزیره نتیجه فعالیت‌های آتشفشانی جدیدتر است. جزیره کوکوس در نوک جنوبی گوام بزرگ‌ترین جزیره کوچک در امتداد خط ساحلی است. بلندترین نقطه گوام کوه لاملام با ۴۰۷ متر ارتفاع از سطح دریا است.[۳۶] اگر پایه آن گودال چلنجر در نظر گرفته شود (عمیق‌ترین نقطه بررسی شده در اقیانوس‌ها)، کوه لاملام با ۱۱۵۳۰ متر، بلندترین کوه جهان خواهد بود.
از نظر سیاسی، گوام به ۱۹ روستا تقسیم می‌شود. اکثر جمعیت در فلات‌های سنگ آهک مرجانی در شمال زندگی می‌کنند و فعالیت‌های سیاسی و اقتصادی در مناطق مرکزی و شمالی متمرکز است. جغرافیای ناهموار جنوب عمدتاً سکونت را به مناطق روستایی ساحلی محدود می‌کند. سواحل غربی در جهت بادهای تجاری قرار دارد و محل بندرگاه آپرا، پایتخت هاگاتنیا و مرکز گردشگری تامون است. وزارت دفاع ایالات متحده آمریکا مالک حدود ۲۹ درصد از جزیره است که تحت مدیریت منطقه مشترک ماریانا اداره می‌شود.

## آب و هوا

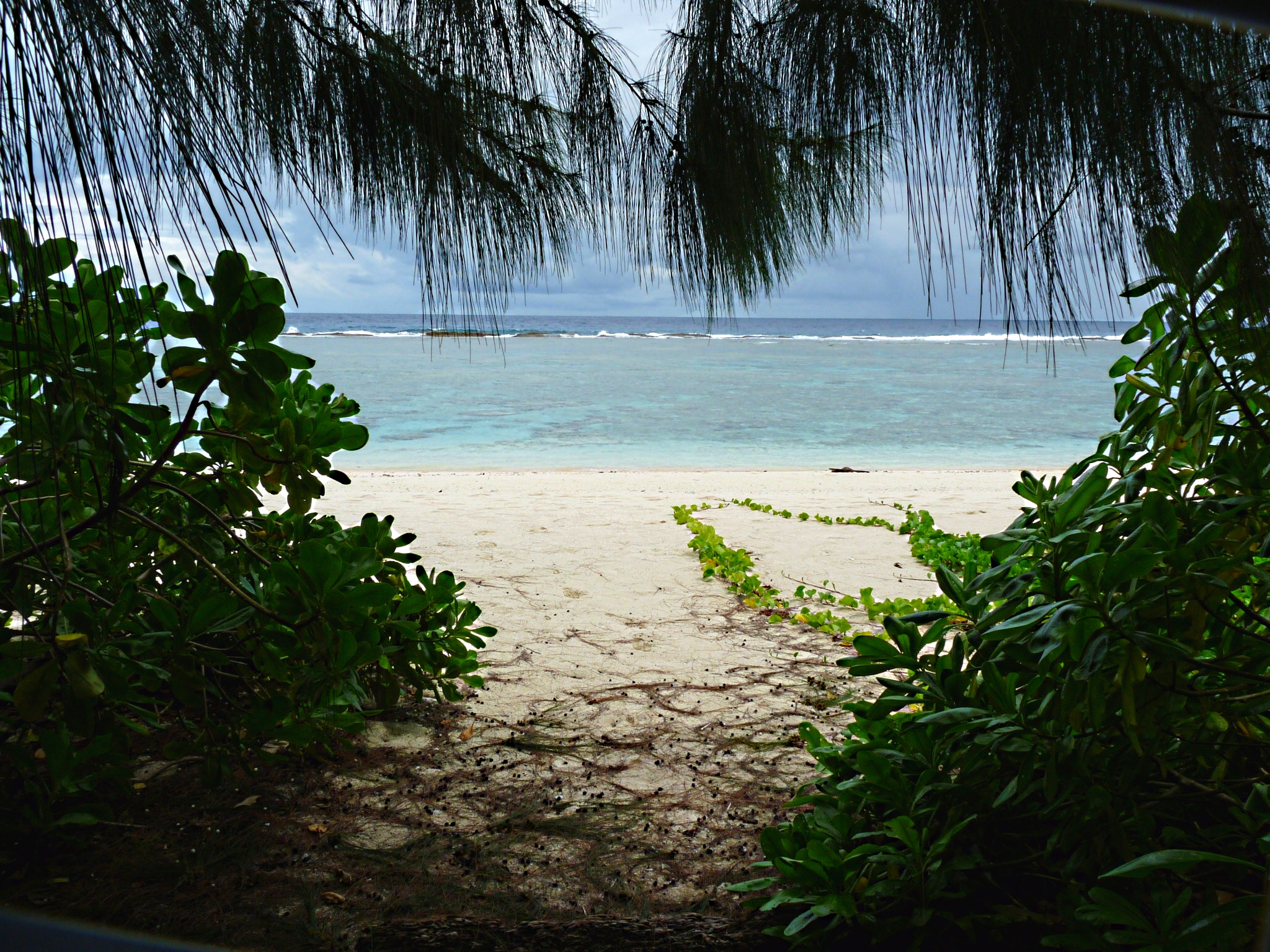
پناهگاه ملی حیات وحش گوام در ساحل ریتیدین پوینت.

گوام آب و هوای گرمسیری و مرطوب دارد و در تمام طول سال دمای آن تقریباً یکسان است. بادهای بسامان در طول سال به‌طور مداوم می‌وزند و در تابستان گاهی بادهای موسمی ضعیف غربی نیز می‌وزند.
گوام دو فصل دارد: فصل خشک از ژانویه تا مه و فصل بارانی از ژوئیه تا نوامبر. ماه ژوئن، ماه گذار بین این دو فصل است. میانگین بارندگی سالانه گوام حدود ۲۴۹۰ میلی‌متر است.
گوام در مسیر طوفان‌های دریایی قرار دارد و در فصل بارندگی، احتمال وقوع طوفان‌های گرمسیری و طوفان‌های شدید بیشتر است. بیشترین خطر طوفان از اوت تا نوامبر است، اما در تمام طول سال ممکن است طوفان رخ دهد. طوفان‌های شدیدی که در گوام خسارات زیادی به بار آورده‌اند عبارتند از: طوفان سال ۱۹۰۰، کارن (۱۹۶۲)، پاملا (۱۹۷۶)، پکا (۱۹۹۷)، پونگ سونا (۲۰۰۲) و ماوار (۲۰۲۳).
پس از طوفان پاملا در سال ۱۹۷۶، سازه‌های چوبی با سازه‌های بتنی جایگزین شدند. در دهه ۱۹۸۰، تیرهای چوبی برق با تیرهای بتنی و فولادی مقاوم در برابر طوفان جایگزین شدند. همچنین، دولت محلی قوانین ساختمانی سختگیرانه‌تری را برای ساخت خانه‌ها و کسب و کارها با بتن مسلح و کرکره‌های طوفان اعمال کرده است.

## بوم‌شناسی
گوام اثرات مخرب شدیدی از گونه مهاجم بر روی تنوع زیستی طبیعی جزیره را تجربه کرده است. این اثرات شامل انقراض محلی گونه‌های بومی پرندگان پس از ورود مار درختی قهوه‌ای، هجوم سوسک کرگدنی نارگیل که باعث تخریب درختان نارگیل می‌شود و تأثیر پستانداران و دوزیستان رمیده معرفی شده به این جزیره است.
آتش‌سوزی جنگل‌ها با وجود آب و هوای مرطوب گوام، در فصل خشک مناطق جنگلی جزیره را به شدت تحت تأثیر قرار می‌دهد. اکثر آتش‌سوزی‌ها توسط انسان‌ها ایجاد می‌شود و ۸۰ درصد آن‌ها ناشی از آتش‌افروزی هستند. شکارچیان غیرمجاز اغلب آتش‌سوزی‌هایی را به راه می‌اندازند تا گوزن‌ها را به سمت رشد جدید گیاهان جذب کنند. گونه‌های مهاجم علف که برای چرخه زندگی طبیعی خود به آتش وابسته هستند، در بسیاری از مناطق سوخته شده به‌طور منظم رشد می‌کنند. مراتع و زمین‌های بایر جایگزین مناطق جنگلی شده‌اند و منجر به فرسایش بیشتر خاک شده‌اند.
در طول فصل بارندگی، رسوبات توسط باران‌های شدید به مخزن دریاچه فنا و رودخانه اوگوم منتقل می‌شوند و منجر به مشکلات کیفیت آب برای جنوب گوام می‌شوند. لجن فرسایش یافته همچنین باعث از بین رفتن زندگی دریایی در صخره‌های اطراف جزیره می‌شود. تلاش‌های تثبیت خاک توسط داوطلبان و کارگران جنگلداری (کاشت درختان) موفقیت چندانی در حفظ زیستگاه‌های طبیعی نداشته است.

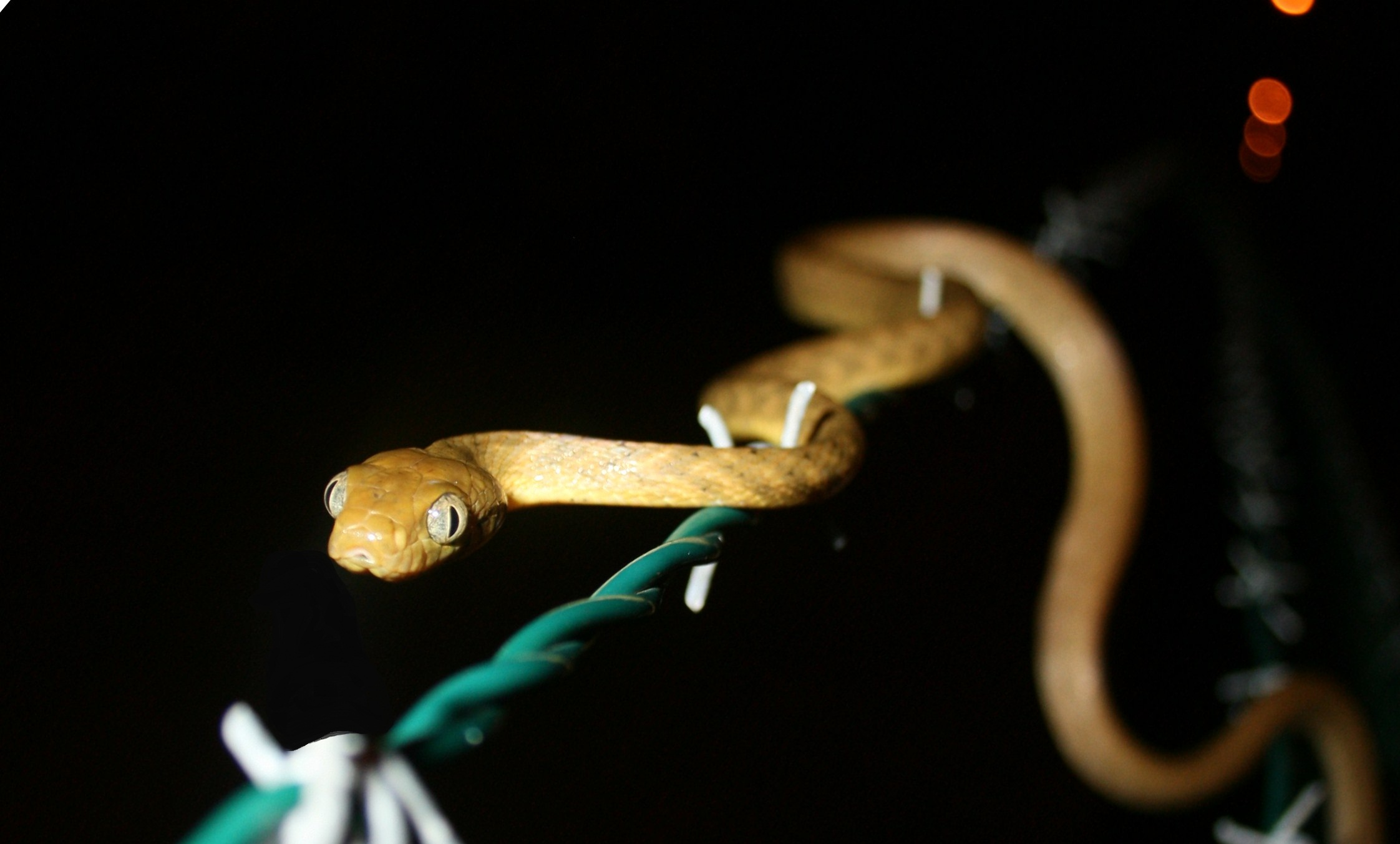
ورود مار درختی قهوه‌ای تقریباً جمعیت پرندگان بومی را ریشه‌کن کرد.

تلاش‌هایی برای محافظت از زیستگاه‌های صخره‌های مرجانی گوام در برابر آلودگی، لجن فرسایش یافته و صید بی‌رویه انجام شده است که منجر به کاهش جمعیت ماهی‌ها شده است. این موضوع هم ارزش اکولوژیکی و هم اقتصادی دارد، زیرا گوام یک مکان مهم برای غواصان است و یک مطالعه نشان داد که صخره‌های گوام سالانه ۱۲۷ میلیون دلار ارزش دارند.[۵۰] در سال‌های اخیر، اداره کشاورزی، بخش منابع آبزی و حیات وحش، چندین منطقه حفاظت شده دریایی جدید ایجاد کرده است که در آن جمعیت ماهی‌ها توسط زیست‌شناسان کنترل می‌شود. این مناطق در پتی پوینت، پیتی بمب هالز، ساسا بی، آچانگ ریف فلت و خلیج تومون قرار دارند.
قبل از پذیرش استانداردهای آژانس حفاظت محیط زیست ایالات متحده آمریکا، بخش‌هایی از خلیج تومون توسط هتل‌ها برای ارائه تجربه بهتر به مهمانان هتل لایروبی شد. خلیج تومون از آن زمان به یک منطقه حفاظت شده تبدیل شده است. یک پناهگاه ملی حیات وحش فدرال گوام در شمال گوام از جمعیت رو به کاهش لاک‌پشت دریایی و همچنین یک کلونی کوچک از خفاش میوه‌خوار ماریانا محافظت می‌کند.
برداشت تخم لاک‌پشت دریایی در گوام قبل از جنگ جهانی دوم امری عادی بود. لاک‌پشت سبز دریایی تا قبل از اوت ۱۹۷۸ که تحت قانون گونه‌های در معرض خطر به عنوان گونه‌ای در معرض تهدید قرار گرفت، به‌طور قانونی در گوام صید می‌شد. لاک‌پشت پوزه‌عقابی از سال ۱۹۷۰ در فهرست گونه‌های در خطر انقراض قرار گرفته است. در تلاش برای اطمینان از حفاظت از لاک‌پشت‌های دریایی در گوام، مشاهده‌های معمول در طول بررسی‌های هوایی شمارش می‌شوند و مکان‌های لانه برای بچه لاک‌پشت‌ها ثبت و نظارت می‌شود.

## مردم
در سرشماری ۲۰۲۰ ایالات متحده آمریکا، بزرگ‌ترین گروه قومی در گوام، چاموروهای بومی بودند که ۳۲٫۸٪ از جمعیت را تشکیل می‌دادند. آسیایی آمریکایی‌ها، از جمله فیلیپینی‌ها، کره‌ای‌ها، چینی‌ها و ژاپنی‌ها، ۳۵٫۵٪ از جمعیت را تشکیل می‌دادند. سایر گروه‌های قومی ایالات فدرال میکرونزی، از جمله چوک، پالائو و پوهنپی، ۱۳٫۲٪ را تشکیل می‌دادند. ۱۰ درصد از جمعیت افراد چند نژادی (دو یا چند نژاد) بودند. اروپایی آمریکایی‌ها ۶٫۸ درصد از جمعیت را تشکیل می‌دادند. ۱٪ سیاه‌پوستان آمریکا و ۳٪ آمریکایی‌های هیسپانیک و لاتین هستند. ۱۷۴۰ مکزیکی در گوام وجود دارد و قومیت‌های هیسپانیک دیگری نیز در این جزیره وجود دارد. نرخ تخمینی ازدواج بین نژادی بیش از ۴۰ درصد است.
زبان‌های رسمی این جزیره انگلیسی و زبان چامورو است. برخلاف اکثر زبان‌های همسایه، چامورو به عنوان زبان‌های میکرونزیایی یا زبان‌های پلی‌نزیایی طبقه‌بندی نمی‌شود. بلکه، مانند زبان پالائویی، احتمالاً یک شاخه مستقل از خانواده زبان‌های مالایو-پلی‌نزیایی را تشکیل می‌دهد. زبان فیلیپینی نیز معمولاً در سراسر جزیره صحبت می‌شود. سایر زبان‌های اقیانوس آرام و آسیایی نیز در گوام صحبت می‌شود. زبان اسپانیایی که به مدت ۳۰۰ سال زبان اداری بود، بر زبان چامورو تأثیر گذاشت.
دین غالب گوام مسیحیت است. سه چهارم جمعیت به کاتولیک پایبند هستند، در حالی که بیشتر بقیه به کلیساهای پروتستانتیسم تعلق دارند.

## فرهنگ

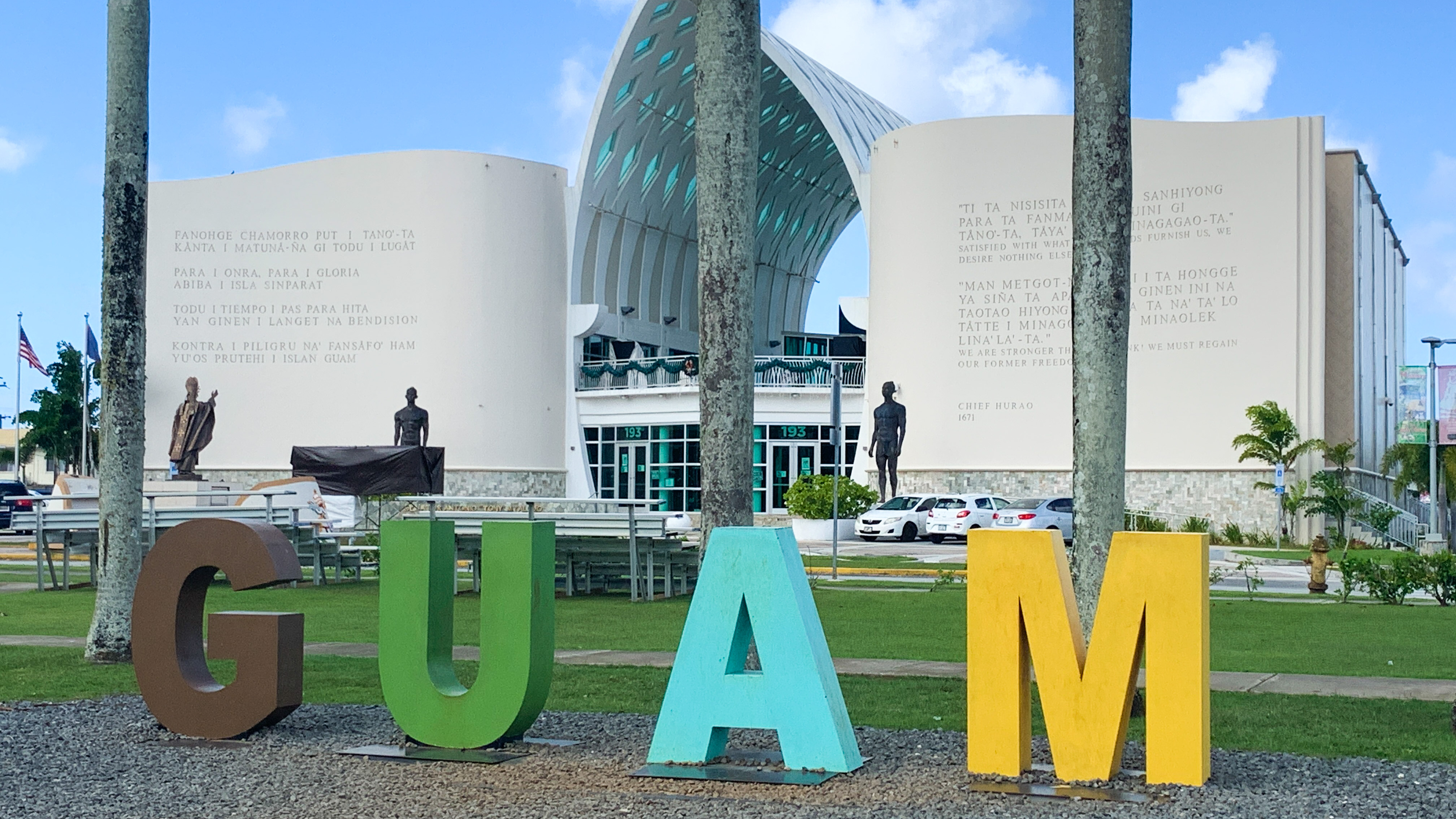
موزه گوآم در هاگاتنیا که در سال ۲۰۱۶ گشایش یافت.

فرهنگ گوام ترکیبی از سنت‌های چمورو (بومیان اصلی جزیره)، آمریکایی، اسپانیایی و مکزیکی است. از فرهنگ چموروی پیش از ورود اروپایی‌ها، چیز زیادی باقی نمانده است، اما بافتنی و سفالگری همچنان زنده هستند. در سال‌های اخیر، مردم چمورو به حفظ زبان و فرهنگ خود علاقه بیشتری نشان داده‌اند.
تأثیرات اسپانیایی در زبان، موسیقی، رقص، دریانوردی، غذا، بازی‌ها، آهنگ‌ها و مد گوام دیده می‌شود. چموروها حدود ۴۰۰۰ سال است که در گوام زندگی می‌کنند و زبان خاص خود را دارند که به زبان‌های اندونزی و جنوب شرقی آسیا مرتبط است. اسپانیایی‌ها پس از ورود به جزیره، آن‌ها را چمورو نامیدند که به معنای «نژاد اصیل» است. چموروها برنج را در این جزیره کشت می‌کردند.

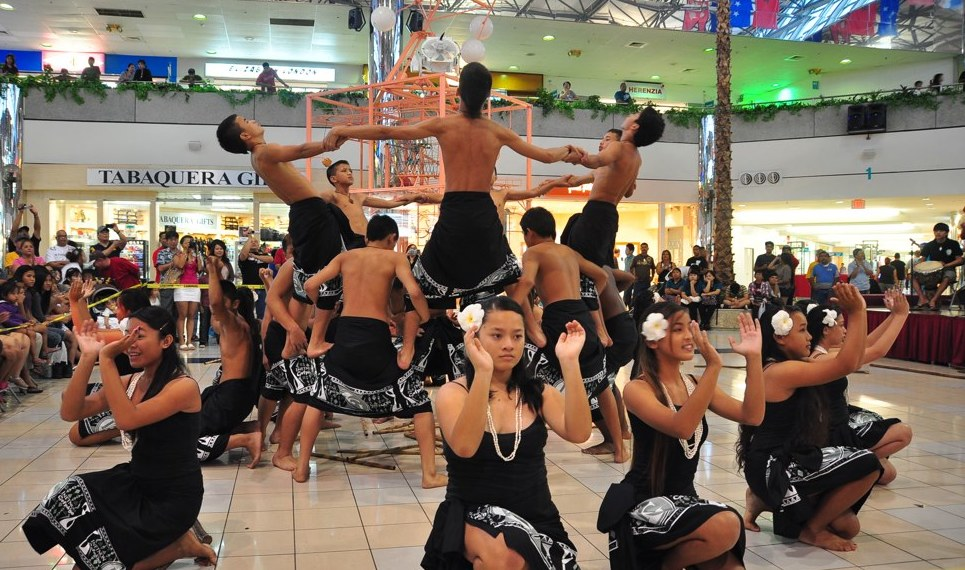
اجرای رقص محلی توسط جوانان در مایکرونیژیا مال، ۲۰۱۲

در گذشته، مردم چمورو به استخوان‌های اجداد خود احترام می‌گذاشتند و جمجمه آن‌ها را در سبدهای کوچکی در خانه‌هایشان نگهداری می‌کردند و برای رسیدن به خواسته‌هایشان، در مقابل آن‌ها دعا می‌کردند. در دوران حکومت اسپانیا (۱۶۶۸–۱۸۹۸)، اکثر مردم به کاتولیسیسم گرویدند و جشن‌های مذهبی مانند عید پاک و کریسمس رواج پیدا کرد. بسیاری از چموروها نام خانوادگی اسپانیایی دارند، اگرچه تعداد کمی از آن‌ها از نسل اسپانیایی‌ها هستند. این نام‌ها پس از گرویدن به کاتولیسیسم و اجبار به استفاده از فهرست الفبایی نام‌های خانوادگی اسپانیایی در گوام، رایج شدند.
رژیم غذایی اولیه چموروها شامل ماهی، مرغ، برنج، نان میوه، تارو، سیب‌زمینی هندی، موز و نارگیل بود. اما پس از ورود اروپایی‌ها، غذاهای چمورو بیشتر بر پایه ذرت شد و شامل غذاهایی مانند تورتیا، تامالس، آتول و چیلاکیلس شد که تحت تأثیر آشپزی آمریکای میانه، به خصوص مکزیک، قرار گرفته بودند.
با ورود فرهنگ‌های خارجی، بسیاری از جنبه‌های فرهنگ بومی چمورو از بین رفته است، اما در دهه‌های اخیر تلاش‌هایی برای حفظ فرهنگ پیش از اسپانیایی صورت گرفته است. برخی محققان به جزایر مختلف اقیانوس آرام سفر کرده‌اند تا در مورد شیوه‌های فرهنگی اصلی چمورو مانند رقص، زبان و ساخت قایق تحقیق کنند.

## ورزش

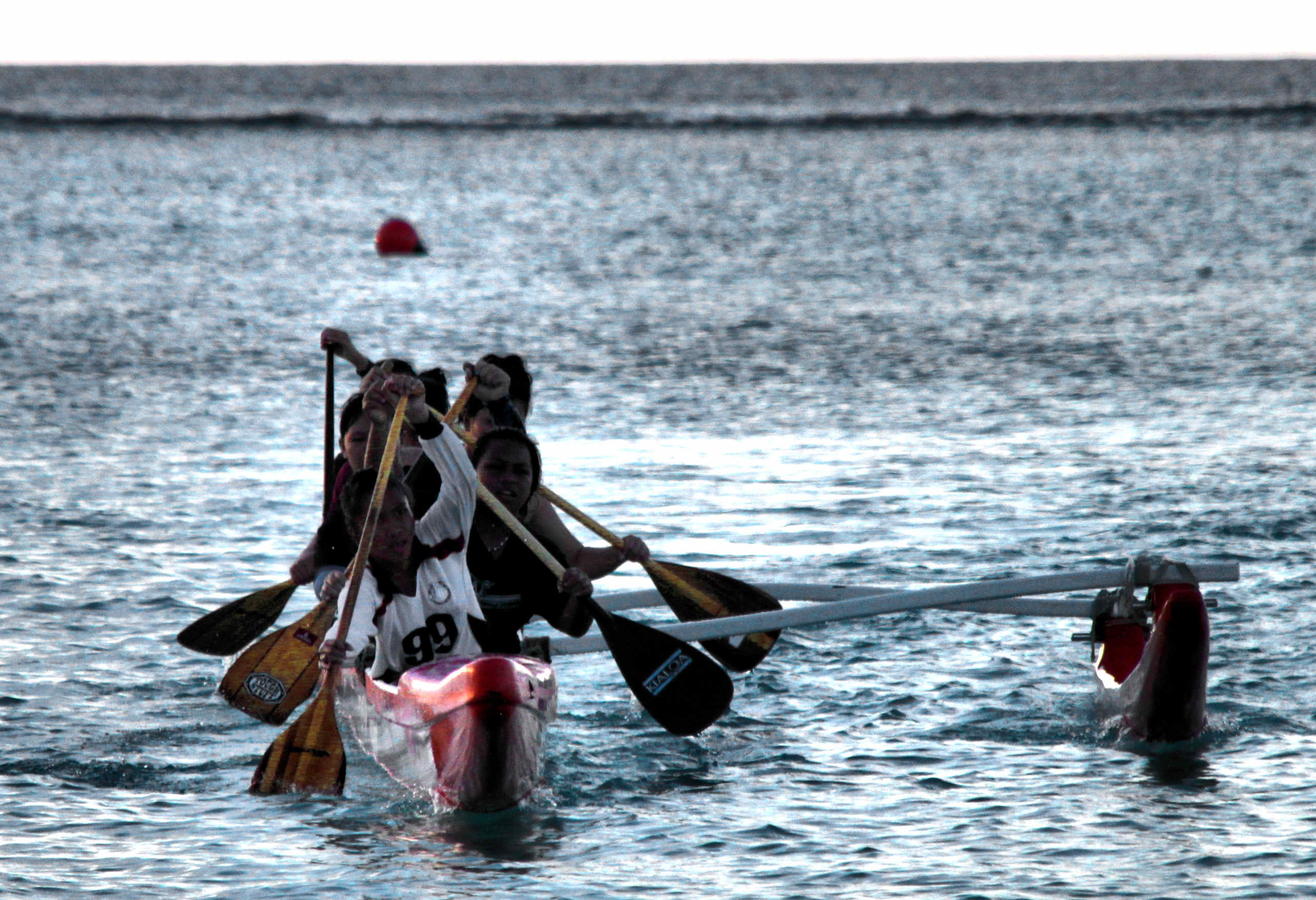
یک تیم قایق بازویی در تامون

محبوب‌ترین ورزش در گوام فوتبال آمریکایی است و پس از آن به ترتیب بسکتبال و بیسبال قرار دارند. فوتبال، جوجیتسو و راگبی نیز تا حدی محبوب هستند. گوام میزبان بازی‌های پاسیفیک در سال‌های ۱۹۷۵ و ۱۹۹۹ بوده است. در بازی‌های سال ۲۰۰۷، گوام در بین ۲۲ کشور در جدول مدال‌ها در جایگاه هفتم و در بازی‌های ۲۰۱۱ در جایگاه چهاردهم قرار گرفت.
تیم ملی بسکتبال مردان گوآم و تیم ملی بسکتبال زنان گوآم از قدرت‌های سنتی در منطقه فیبا اقیانوسیه هستند که پس از تیم ملی بسکتبال مردان استرالیا و تیم ملی بسکتبال مردان نیوزیلند قرار دارند. از سال ۲۰۱۹، تیم مردان قهرمان فعلی مسابقات بسکتبال بازی‌های پاسیفیک است. گوام خانه سازمان‌های مختلف بسکتبال از جمله انجمن بسکتبال گوام است.
تیم ملی فوتبال گوآم در سال ۱۹۷۵ تأسیس شد و در سال ۱۹۹۶ به فیفا پیوست. زمانی یکی از ضعیف‌ترین تیم‌های فیفا محسوب می‌شد و اولین پیروزی خود را بر یک تیم ثبت شده در فیفا در سال ۲۰۰۹ تجربه کرد. گوام برای اولین بار در سال ۲۰۱۵ میزبان بازی‌های مقدماتی در این جزیره بود و در سال ۲۰۱۸، اولین پیروزی خود را در مرحله مقدماتی جام جهانی فوتبال ۲۰۱۸ کسب کرد. تیم ملی راگبی اتحادیه گوام اولین مسابقه خود را در سال ۲۰۰۵ انجام داد و هرگز به جام جهانی راگبی راه پیدا نکرده است.
به عنوان جنبه‌ای از احیای فرهنگی، مسابقات فلاخن نیز در گوام برگزار می‌شود. به عنوان یک سرگرمی ملی با اهمیت فرهنگی، شکل بیضی شکل روی پرچم گوامی همان سنگ فلاخن است.

## اقتصاد

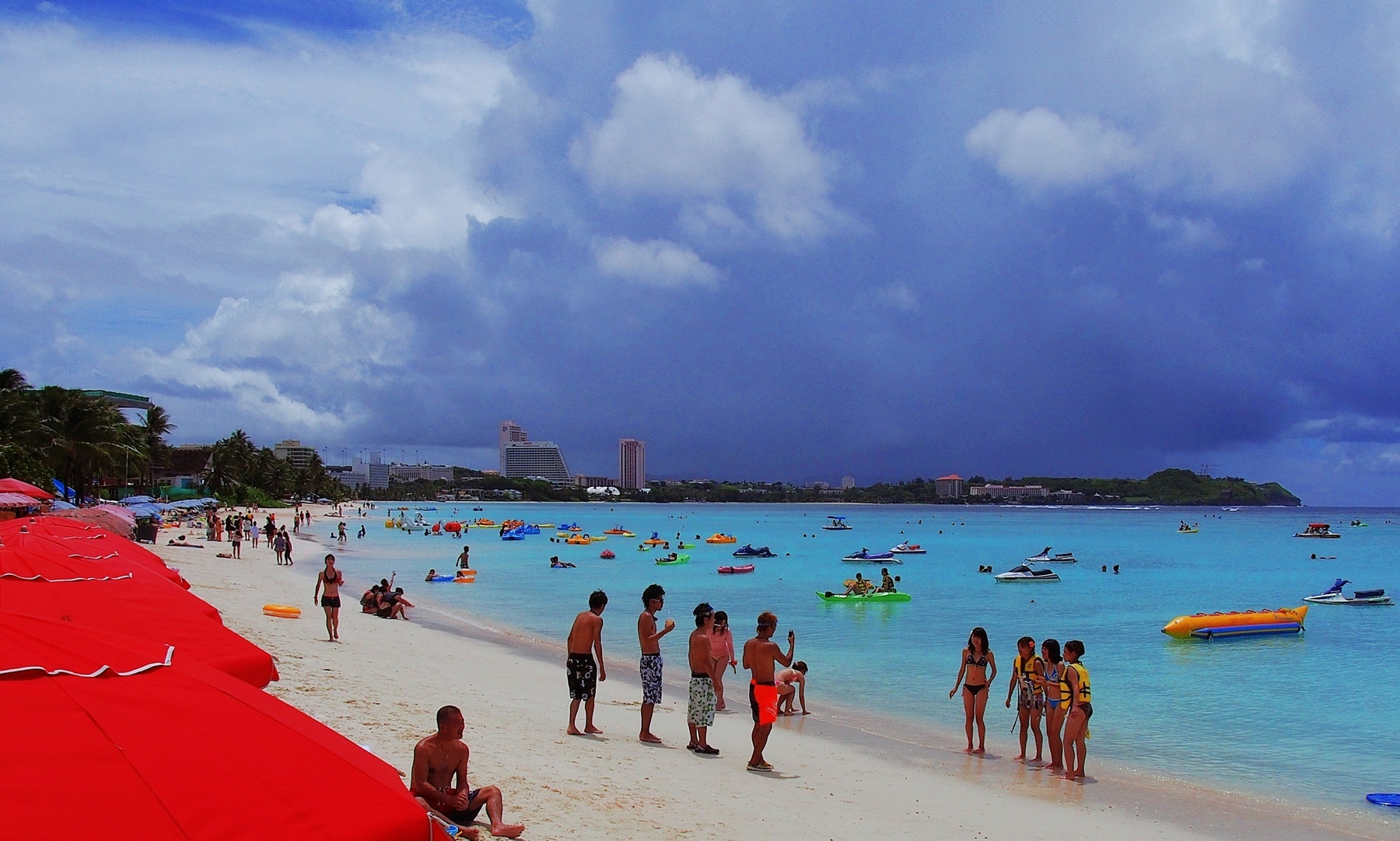
سواحل شنا در مرکز گردشگری تامون

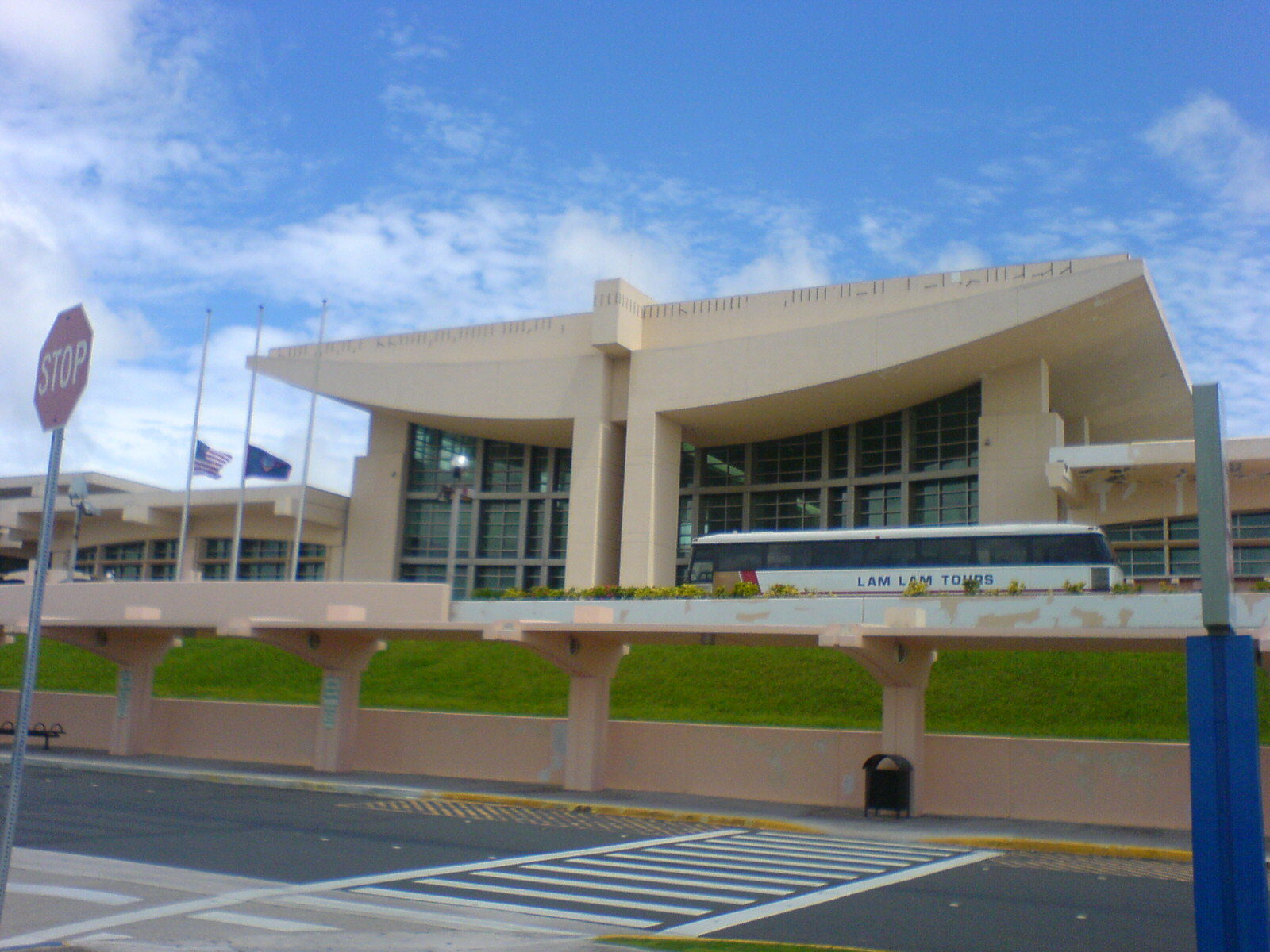
پایانه فرودگاه بین‌المللی انتونیو بی وان پت. این فرودگاه میزبان یونایتد ایرلاینز است، بزرگ‌ترین کارفرمای بخش خصوصی گوام.

اقتصاد گوام عمدتاً به گردشگری، پایگاه‌های نظامی وزارت دفاع آمریکا و کسب‌وکارهای محلی وابسته است. نکته جالب اینجاست که مالیات بر درآمد فدرال پرداخت شده توسط ساکنان گوام، از جمله کارکنان نظامی و غیرنظامی آمریکایی، به جای خزانه‌داری آمریکا، به خزانه‌داری گوام واریز می‌شود.
گوام با قرار گرفتن در غرب اقیانوس آرام، مقصد محبوبی برای گردشگران ژاپنی و کره جنوبی است. منطقه توریستی تامون با بیش از ۲۰ هتل بزرگ، فروشگاه‌های بدون مالیات، منطقه تفریحی پلژر آیلندPleasure Island، آکواریوم سرپوشیده، نمایش‌های شنی به سبک لاس وگاس و سایر مراکز خرید و سرگرمی، سالانه بیش از یک میلیون گردشگر را به خود جذب می‌کند. سه چهارم گردشگران گوام را ژاپنی‌ها تشکیل می‌دهند و گردشگران دیگری نیز از کره جنوبی، آمریکا، فیلیپین و تایوان به این جزیره می‌آیند. فروشگاه‌های بدون مالیات، مراکز خرید بزرگ و فروشگاه‌های زنجیره‌ای آمریکایی مانند کی‌مارت از منابع اصلی درآمد گوام هستند.
از سال ۲۰۰۰ به بعد، اقتصاد گوام به لطف افزایش گردشگری، ثبات خوبی داشته است. پیش‌بینی می‌شد که با انتقال حدود ۸۰۰۰ تفنگدار دریایی آمریکا از اوکیناوا ژاپن به گوام، اقتصاد این جزیره رونق بیشتری بگیرد، اما این جابجایی به تعویق افتاد و تعداد تفنگداران دریایی به ۵۰۰۰ نفر کاهش یافت.
بزرگ‌ترین کارفرمای بخش خصوصی گوام، شرکت هواپیمایی کنتیننتال میکرونزی است که حدود ۱۴۰۰ نفر را در استخدام خود دارد. این شرکت اکنون بخشی از یونایتد ایرلاینز است.

### بودجه و میزان بیکاری
در سال ۲۰۰۳، نرخ بیکاری در گوام ۱۴ درصد بود و دولت با کسری بودجه ۳۱۴ میلیون دلاری مواجه بود. اما این نرخ در سال ۲۰۱۹ به ۶٫۱ درصد کاهش یافت. با این حال، به دلیل همه‌گیری کرونا، نرخ بیکاری در سپتامبر ۲۰۲۰ دوباره به ۱۷٫۹ درصد افزایش یافت، اما در ژوئن ۲۰۲۳ به ۴٫۰ درصد و در سپتامبر ۲۰۲۳ به ۴٫۱ درصد کاهش یافت.
مهاجرت از جزایر اقیانوس آرام به گوام:
پیمان اتحادیه آزاد بین ایالات متحده، ایالات فدرال میکرونزی، جمهوری جزایر مارشال و جمهوری پالائو، به نهادهای سابق قلمرو تحت قیمومت جزایر اقیانوس آرام، وضعیت سیاسی «اتحادیه آزاد» با ایالات متحده را اعطا می‌کند. این پیمان‌ها عموماً به شهروندان این کشورهای جزیره‌ای اجازه می‌دهند تا در ۵۰ ایالت متحده و در سرزمین‌های ایالات متحده اقامت کنند. بسیاری از مردم از جزایر دیگر اقیانوس آرام به دلیل نزدیکی، محیط زیست و آشنایی فرهنگی جذب گوام شدند.
در طول سال‌ها، برخی در گوام ادعا کرده‌اند که این منطقه مجبور بوده است بار سنگین پیمان‌های اتحادیه آزاد را به شکل برنامه‌های کمک عمومی (مثلاً رفاه) و آموزش عمومی برای مهاجران از مناطق درگیر تحمل کند. در طول سال‌ها، کنگره ایالات متحده کمک‌های «تأثیر پیمان» را به گوام، جزایر ماریانای شمالی و هاوایی اختصاص داده است. در نهایت این تخصیص در هر پیمان تمدید شده نوشته شد.

## پایگاه‌های نظامی

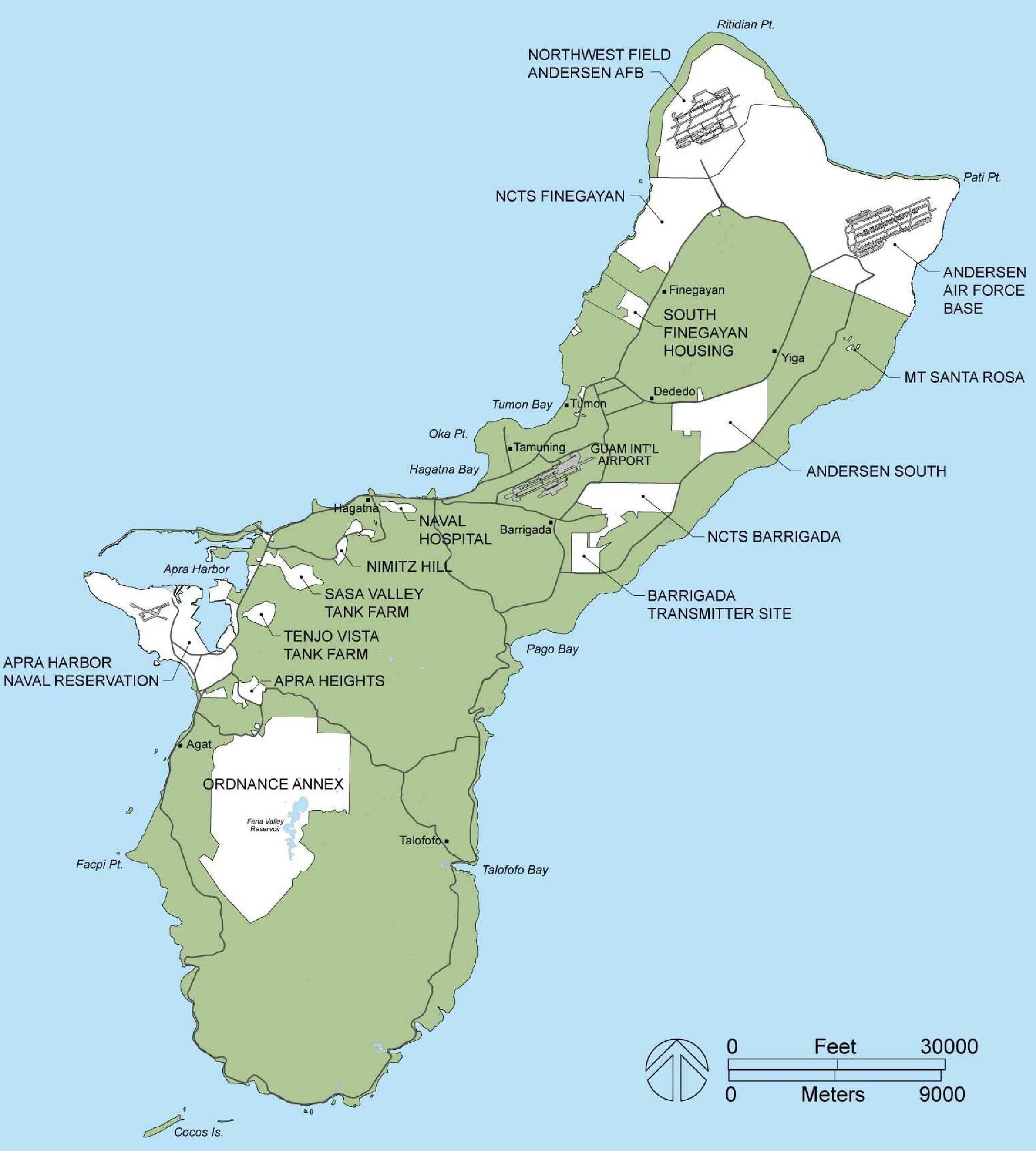
نقشه ای از زمین‌های مورد استفادهٔ ارتش ایالات متحده در گوام، ۲۰۱۰

منطقه مشترک ماریاناها بر تأسیسات نظارت دارد که تقریباً ۱۶۰۰۰ هکتار یا ۲۹ درصد از کل مساحت زمین جزیره را پوشش می‌دهد. این شامل:
- پایگاه دریایی ایالات متحده گوام، نیروی دریایی ایالات متحده آمریکا (سانتا ریتا)، شامل شبه جزیره اروتی، زمین‌های اضافی و با صلاحیت اکثریت بندرگاه اپرا
- پایگاه نیروی هوایی اندرسن، نیروی هوایی ایالات متحده آمریکا (ییگو)، از جمله نورث‌وست فیلد
- پایگاه تفنگداران دریایی کمپ بلز، سپاه تفنگداران دریایی ایالات متحده آمریکا (دددو)
- ضمیمه مهمات، نیروی دریایی ایالات متحده - ارتفاعات مرکزی جنوبی (که قبلاً به عنوان مجله دریایی شناخته می‌شد)
- ایستگاه رایانه و مخابرات دریایی گوام، نیروی دریایی ایالات متحده (دددو)، که گاهی اوقات به آن "NCTS Finegayan" گفته می‌شود.
- ایستگاه رادیویی دریایی باریگادا (باریگادا) که اغلب به آن "رادیو باریگاداً گفته می‌شود.
- ستاد مشترک ماریاناها (آسان)، در ضمیمه تپه نیمیتز
- بیمارستان دریایی گوام (آگانا هایتس)
- فینگایان جنوبی (دددو)، یک مجتمع مسکونی نظامی
- اندرسن جنوبی (ییگو)، که قبلاً پادگان دریایی گوام بود تا زمان بسته شدن آن در سال ۱۹۹۲
- قلعه خوان مونیا، گارد ملی گوام (تامونینگ)

در سال ۲۰۱۰، ارتش ایالات متحده پیشنهاد کرد که یک اسکله ناو هواپیمابر جدید در گوام بسازد و ۸۶۰۰ تفنگدار دریایی و ۹۰۰۰ نفر از وابستگان آنها را از استان اوکیناوا، ژاپن به گوام منتقل کند. از جمله کارگران ساختمانی مورد نیاز، این افزایش جمعیت گوام را در مجموع ۷۹۰۰۰ نفر افزایش می‌دهد که ۴۹ درصد نسبت به جمعیت ۱۶۰۰۰۰ نفری آن در سال ۲۰۱۰ افزایش یافته است. در نامه‌ای در فوریه ۲۰۱۰، آژانس حفاظت محیط زیست ایالات متحده آمریکا به شدت از این طرح‌ها به دلیل کمبود آب، مشکلات فاضلاب و تأثیر آن بر صخره‌های مرجانی انتقاد کرد. از سال ۲۰۲۲، سپاه تفنگداران دریایی تصمیم گرفته است ۵۰۰۰ تفنگدار دریایی را در نیمه اول دهه ۲۰۲۰ در جزیره مستقر کند که ۱۳۰۰ نفر از آنها قبلاً در پایگاه مستقر شده‌اند.

## حکومت و سیاست

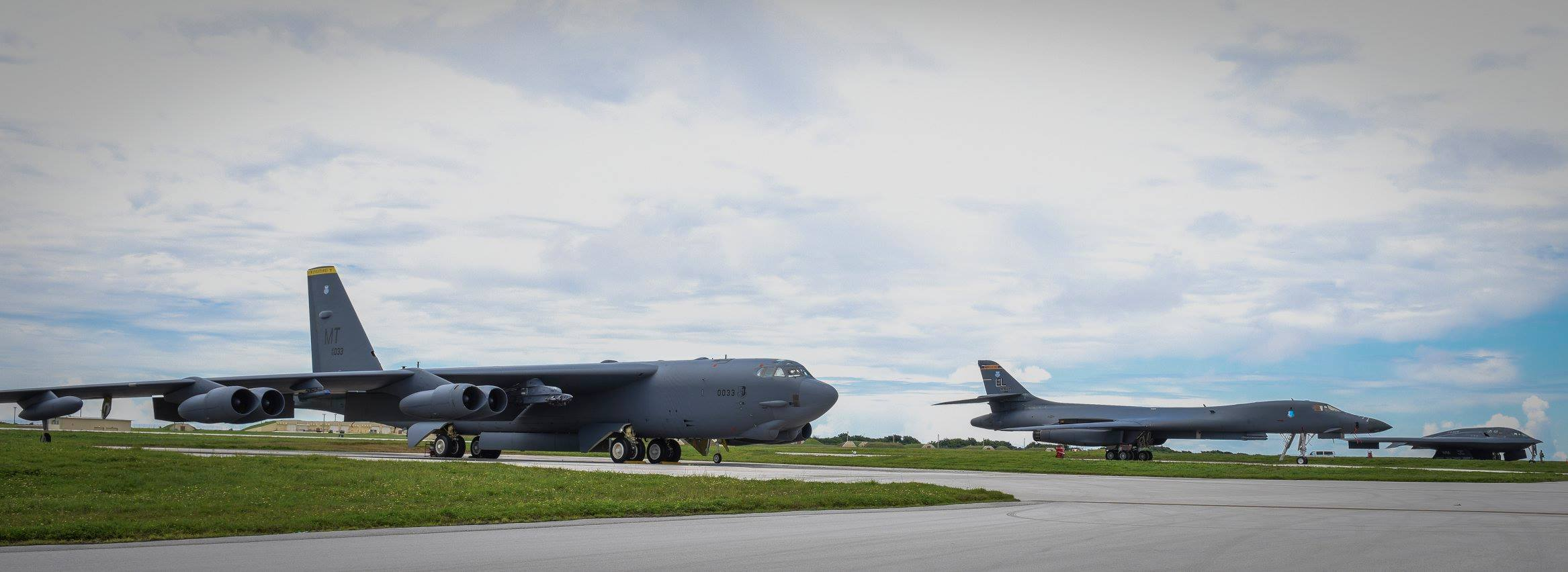
فرودگاه جزیره گوآم

گوام توسط یک فرماندار منتخب و یک مجلس قانون‌گذاری تک‌مجلسی ۱۵ نفره اداره می‌شود که اعضای آن سناتور نامیده می‌شوند. قوه قضائیه آن توسط دیوان عالی گوام نظارت می‌شود.
دادگاه منطقه‌ای گوام دادگاه صلاحیت فدرال ایالات متحده در این منطقه است. گوام یک نماینده به نمایندگان بدون حق رأی مجلس نمایندگان ایالات متحده آمریکا انتخاب می‌کند که در حال حاضر جمهوری‌خواه جیمز مایلن است. این نماینده در تصویب نهایی قانون رأی ندارد، اما در کمیته رأی دارد و از امتیاز صحبت در مجلس برخوردار است.
شهروندان آمریکایی در گوام در یک نظرسنجی غیررسمی ریاست جمهوری به انتخاب خود در انتخابات عمومی ریاست جمهوری ایالات متحده رأی می‌دهند، اما از آنجایی که گوام هیچ رأیی در مجمع گزینندگان ایالات متحده آمریکا ندارد، این نظرسنجی هیچ تأثیر واقعی ندارد. با این حال، در اعزام نمایندگان به کنوانسیون‌های ملی جمهوری‌خواهان و دموکرات‌ها، گوام در رقابت‌های ریاست جمهوری ملی تأثیرگذار است. این نمایندگان توسط کنوانسیون‌های محلی حزب انتخاب می‌شوند.

## وضعیت سیاسی
در دهه ۱۹۸۰ و اوایل دهه ۱۹۹۰، یک جنبش قابل توجه به نفع تبدیل شدن این قلمرو ایالات متحده به یک ناحیه مشترک‌المنافع وجود داشت که به آن سطحی از خودگردانی مشابه پورتوریکو و جزایر ماریانای شمالی می‌داد. در یک همه‌پرسی در سال ۱۹۸۲، رأی‌دهندگان علاقه خود را به دنبال وضعیت مشترک‌المنافع نشان دادند. با این حال، دولت فدرال نسخه‌ای از همسود (مشترک‌المنافع) را که دولت گوام پیشنهاد کرده بود، رد کرد، زیرا بندهای آن با بند سرزمینی (ماده چهارم، بخش ۳، بند ۲) از قانون اساسی ایالات متحده آمریکا ناسازگار بود. سایر جنبش‌ها از ایالت شدن گوام در ایالات متحده، اتحاد با ایالت هاوایی، یا اتحاد با جزایر ماریانای شمالی به عنوان یک قلمرو واحد، یا استقلال حمایت می‌کنند.
اولین کنوانسیون قانون اساسی گوام توسط دهمین مجلس قانونگذاری گوام تأمین مالی شد و از ۱ ژوئن ۱۹۶۹ تا ۲۹ ژوئن ۱۹۷۰ با ۴۳ نماینده منتخب تشکیل جلسه داد. دومین کنوانسیون قانون اساسی گوام در ۱ ژوئیه ۱۹۷۷ تشکیل شد تا قانون اساسی برای گوام ایجاد کند که رابطه این جزیره را با ایالات متحده تغییر دهد، نه اینکه صرفاً رابطه موجود را اصلاح کند. این کنوانسیون به‌طور دوره‌ای تا ۳۱ اکتبر ۱۹۷۷ تشکیل جلسه می‌داد. اگرچه در سطح فدرال تأیید شد، مردم گوام به‌طور قاطع قانون اساسی را در یک همه‌پرسی که در اوت ۱۹۷۹ برگزار شد، رد کردند و ۸۲ درصد با آن مخالفت کردند. از سال ۱۹۷۹ هیچ کنوانسیون جدیدی مطابق با اختیارات کنگره ایالات متحده برگزار نشده است.
در سال ۱۹۹۷، کمیسیون استعمارزدایی برای آگاه‌سازی مردم گوام دربارهٔ گزینه‌های مختلف وضعیت سیاسی در رابطه با ایالات متحده، از جمله ایالت شدن، اتحادیه آزاد و استقلال، تأسیس شد. از سال ۱۹۹۸، این جزیره در حال بررسی یک همه‌پرسی غیرالزام‌آور دیگر در مورد استعمارزدایی بوده است. این کمیسیون برای چندین سال غیرفعال بود، اما در سال ۲۰۱۳ شروع به جمع‌آوری بودجه برای راه‌اندازی یک کارزار آموزشی عمومی کرد. تا اواخر سال ۲۰۱۶ پیشرفت چندانی در این زمینه حاصل نشد. در اوایل دسامبر ۲۰۱۶، کمیسیون مجموعه‌ای از جلسات آموزشی را در روستاهای مختلف در مورد وضعیت فعلی رابطه گوام با ایالات متحده و گزینه‌های خودمختاری که ممکن است در نظر گرفته شود، برنامه‌ریزی کرد. مدیر اجرایی فعلی کمیسیون ادوارد آلوارز است و ده عضو دارد. انتظار می‌رود این گروه مقالات موضعی در مورد استقلال و ایالت شدن منتشر کند، اما محتوا هنوز تکمیل نشده است.
سازمان ملل متحد از خودمختاری بیشتر برای گوام و سایر سرزمین‌های مشابه حمایت می‌کند. کمیته ویژه استعمارزدایی سازمان ملل موافقت کرده است که طرح آموزشی فرماندار را تأیید کند. در گزارش کمیسیون در می ۲۰۱۶ آمده است: «با دانشگاهیان دانشگاه گوام، [کمیسیون] در حال کار بر روی ایجاد و تأیید مواد آموزشی بود. دفتر فرماندار در تهیه مواد آموزشی برای عموم مردم با کمیسیون همکاری نزدیکی داشت.»
ادوارد آلوارز در سمینار منطقه‌ای اقیانوس آرام سازمان ملل در ماه می ۲۰۱۶ به سازمان ملل گفت که وزارت کشور ایالات متحده کمک هزینه ۳۰۰۰۰۰ دلاری را برای آموزش استعمارزدایی تصویب کرده است. «امیدواریم که این ممکن است نشان‌دهنده تغییر در سیاست [ایالات متحده] نسبت به سرزمین‌های غیرخودگردان آن مانند گوام باشد، جایی که آنها مایل‌تر به شرکت در بحث‌ها در مورد آینده ما هستند و حمایت واقعی برای کمک به ما برای رسیدن به خودمختاری واقعی و خودمختاری ارائه می‌دهند.»
در ۳۱ ژوئیه ۲۰۲۰، دولت گوام به سازمان ملت‌ها و اقلیت‌های غیررسمی (UNPO) پیوست.
وضعیت سیاسی آینده آن موضوع بحث‌های مهمی بوده است، با نظرسنجی‌های عمومی که نشان‌دهنده ترجیح قوی به ایالت آمریکا است.

### روستاها

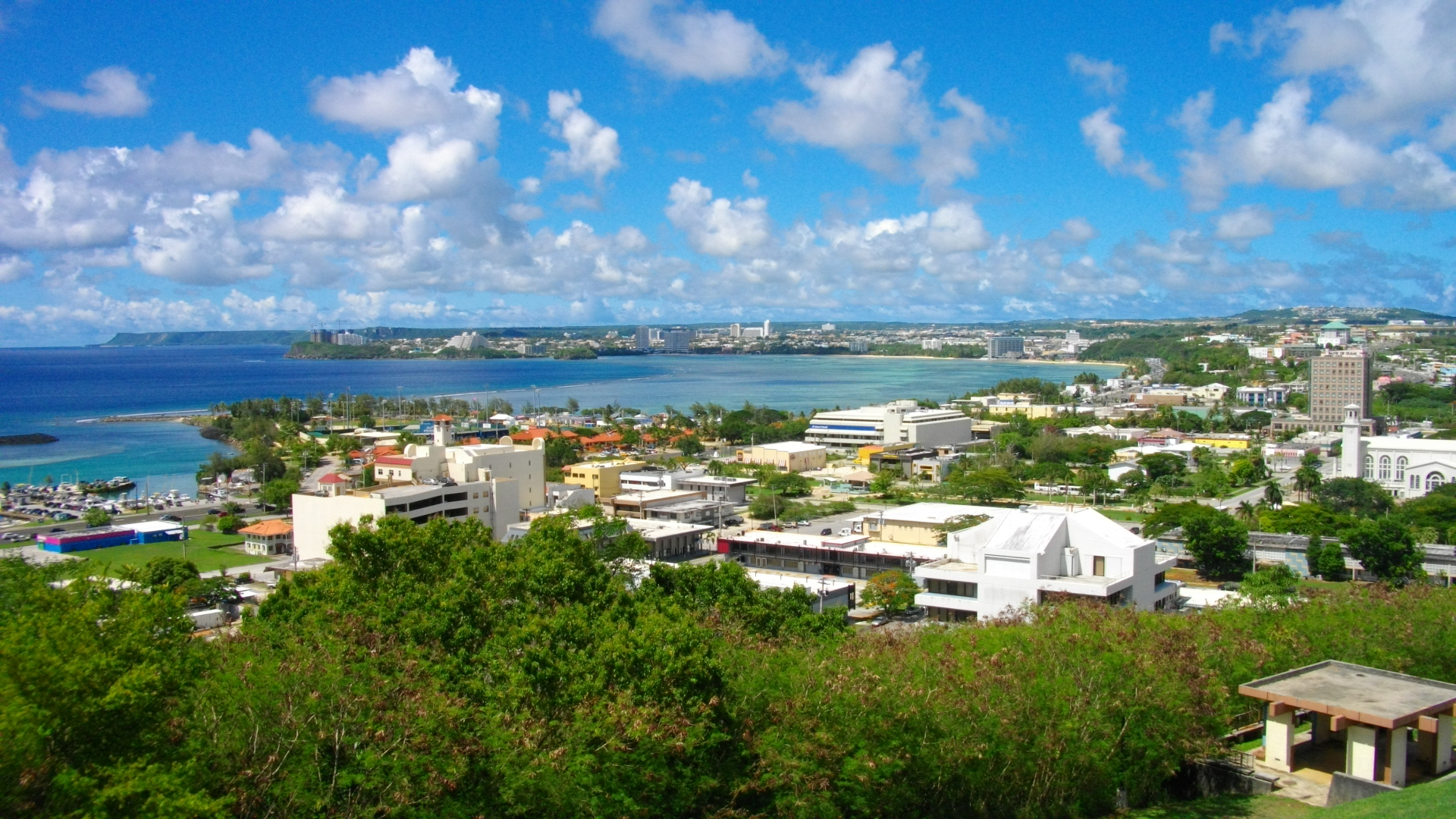
دید هاگاتنیا از سمت قلعه سانتا آگوئدا

گوام به ۱۹ بخش دهکده‌ای تقسیم شده است:
- آگانا هایتز
- آسان-مینا
- باریگادا
- چالان پاگو-اوردوت
- ددیدو
- اگات، گوآم
- هاگاتنیا
- اوماتاک
- ایناراجان
- مریزو
- مانیلاو
- مونمون-توتو-مایت
- پیتی، گوآم
- سانتا ریتا
- سیناجانا
- تالوفوفو
- تامونینگ
- جیگو
- یونا، گوآم

## ترابری و ارتباطات
بیشتر مناطق جزیره دارای خدمات تلفن همراه پیشرفته و اینترنت پرسرعت هستند که از طریق کابل یا DSL در دسترس است. گوام در سال ۱۹۹۷ به طرح شماره‌گذاری آمریکای شمالی (NANP) اضافه شد. کد کشور ۶۷۱ به کد منطقه NANP 671 تبدیل شد. این امر مانع تماس‌های راه دور بین‌المللی با هزینه بالا به سرزمین اصلی ایالات متحده آمریکا را از بین برد.

نشانگر مسیر بزرگراه ۸ گوام

گوام یک مرکز اصلی برای کابل ارتباطی زیردریایی بین غرب ایالات متحده، هاوایی، استرالیا و آسیا است. گوام در حال حاضر به دوازده کابل زیردریایی خدمات می‌دهد که بیشتر آنها به چین ادامه می‌یابد. در سال ۲۰۱۲ مجله اسلیت اعلام کرد که این جزیره به دلیل قرار گرفتن در محل اتصال کابل‌های زیر دریا، دارای «پهنای باند فوق‌العاده» و قیمت‌های اینترنتی قابل مقایسه با قیمت‌های سرزمین اصلی ایالات متحده است.
در سال ۱۸۹۹، تمبرهای پستی محلی با عبارت «گوام» چاپ شدند، همان‌طور که برای سایر مستعمرات سابق اسپانیا انجام شد، اما این کار اندکی پس از آن متوقف شد و از آن زمان تاکنون از تمبرهای پستی معمولی ایالات متحده استفاده شده است. گوام بخشی از سیستم پستی ایالات متحده است (مخفف پستی: GU، محدوده زیپ‌کد: ۹۶۹۱۰–۹۶۹۳۲). نامه‌های ارسالی به گوام از سرزمین اصلی ایالات متحده داخلی در نظر گرفته می‌شود و هزینه اضافی ندارد. با این حال، شرکت‌های حمل و نقل خصوصی مانند FedEx, UPS و DHL هیچ تعهدی برای انجام این کار ندارند و گوام را داخلی نمی‌دانند.

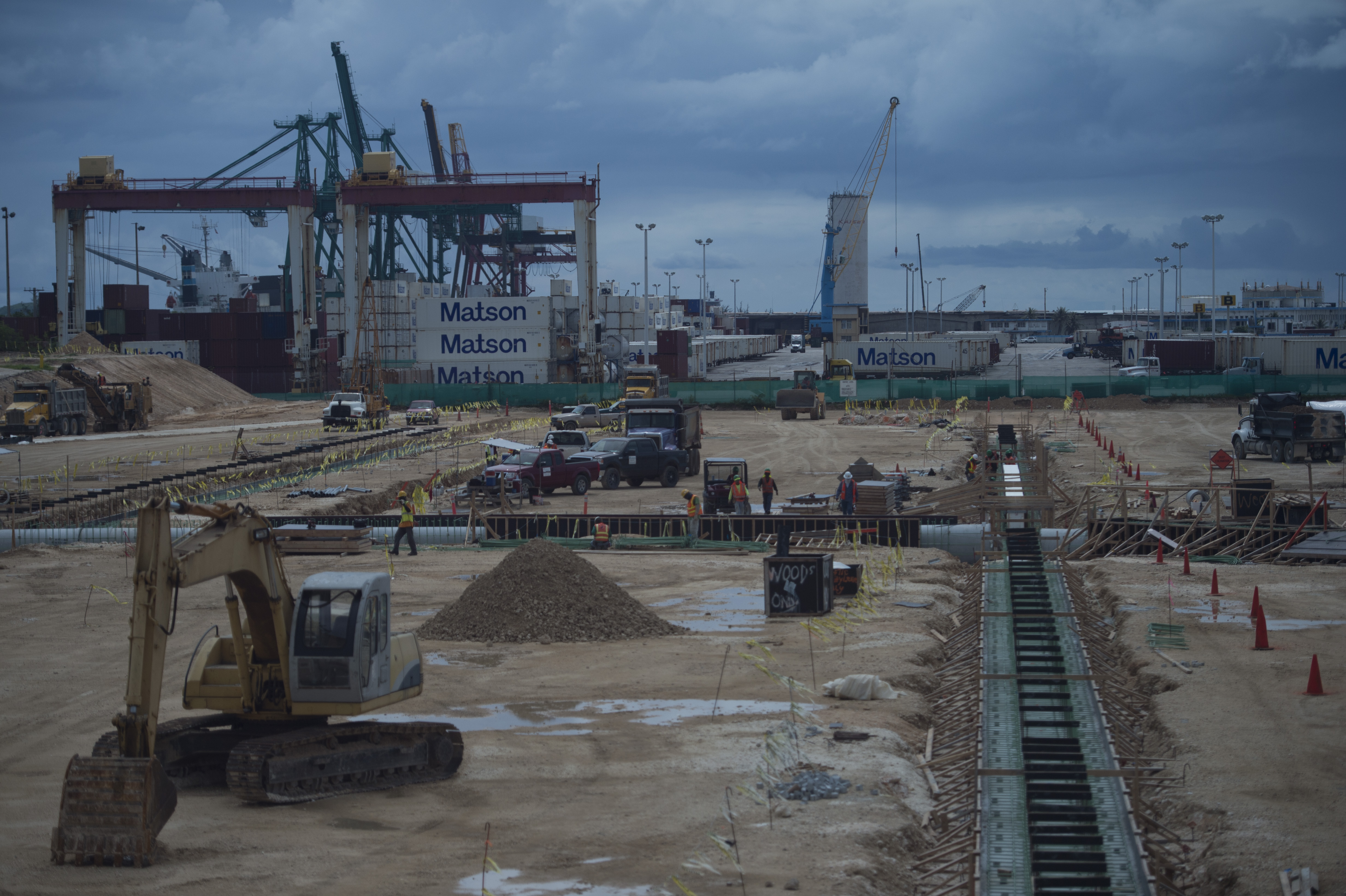
ساخت‌وساز در بندر گوآم، ۲۰۱۴

سرعت نامه‌های بین گوام و ایالت‌ها بسته به اندازه و زمان سال متفاوت است. ارسال اقلام سبک و درجه یک معمولاً کمتر از یک هفته طول می‌کشد. موارد درجه یک یا سفارشی بزرگ‌تر می‌تواند یک یا دو هفته طول بکشد. نامه‌های درجه چهارم، مانند مجلات، پس از رسیدن به هاوایی از طریق دریا منتقل می‌شوند. اکثر ساکنان از صندوق‌های پستی یا صندوق‌های پستی خصوصی استفاده می‌کنند، اگرچه تحویل درب منزل به‌طور فزاینده‌ای در دسترس قرار می‌گیرد.
بندر گوام شریان حیاتی جزیره است، زیرا اکثر محصولات باید برای مصرف‌کنندگان به گوام ارسال شود. این بندر تماس‌های هفتگی خط کشتیرانی مستقر در هاوایی ماتسون را دریافت می‌کند که کشتی‌های کانتینری آن گوام را به هونولولو، هاوایی متصل می‌کنند. لس آنجلس، کالیفرنیا؛ اوکلند، کالیفرنیا؛ و سیاتل، واشینگتن. این بندر همچنین قطب جابه‌جایی منطقه‌ای کالا برای بیش از ۵۰۰ هزار مشتری در سراسر منطقه میکرونزی است. این بندر نقطه حمل و دریافت کانتینرهای تعیین شده برای تأسیسات وزارت دفاع ایالات متحده در این جزیره، پایگاه نیروی هوایی اندرسن و فرمانده، نیروهای دریایی ماریانا و در نهایت نیروی اعزامی سوم دریایی است.
فرودگاه بین‌المللی انتونیو بی وان پت در گوام خدمات رسانی می‌کند. این جزیره خارج از منطقه گمرکی ایالات متحده است، بنابراین گوام مسئول ایجاد و اداره آژانس و صلاحیت گمرکی و قرنطینه خود است؛ بنابراین، اداره گمرک و حفاظت مرزی ایالات متحده آمریکا تنها وظایف مهاجرت را انجام می‌دهد، اما نه وظایف گمرکی. از آنجایی که گوام تحت صلاحیت فدرال مهاجرت است، مسافرانی که مستقیماً از ایالات متحده می‌آیند، از مهاجرت صرف نظر می‌کنند و مستقیماً به گمرک و قرنطینه گوام می‌روند.
با توجه به برنامه چشم‌پوشی از ویزا گوام و CNMI برای برخی کشورها، بررسی پیش از ترخیص صلاحیت در گوام برای پروازها به ایالات متحده انجام می‌شود. برای سفر از جزایر ماریانای شمالی به گوام، بررسی گذرنامه و روادید قبل از پرواز قبل از سوار شدن به پرواز به گوام انجام می‌شود. در پروازهای گوام به جزایر ماریانای شمالی، هیچ بررسی مهاجرتی انجام نمی‌شود. سفر بین گوام و ایالات متحده از طریق یک نقطه خارجی نیاز به گذرنامه دارد.
بیشتر ساکنان با استفاده از وسایل نقلیه شخصی خود در گوام سفر می‌کنند. اداره حمل و نقل منطقه‌ای گوام خدمات اتوبوس با مسیر ثابت و خدمات ترابری همگانی را ارائه می‌دهد و برخی از شرکت‌های تجاری اتوبوس‌هایی را بین مکان‌های مورد علاقه گردشگران اداره می‌کنند.

## آموزش

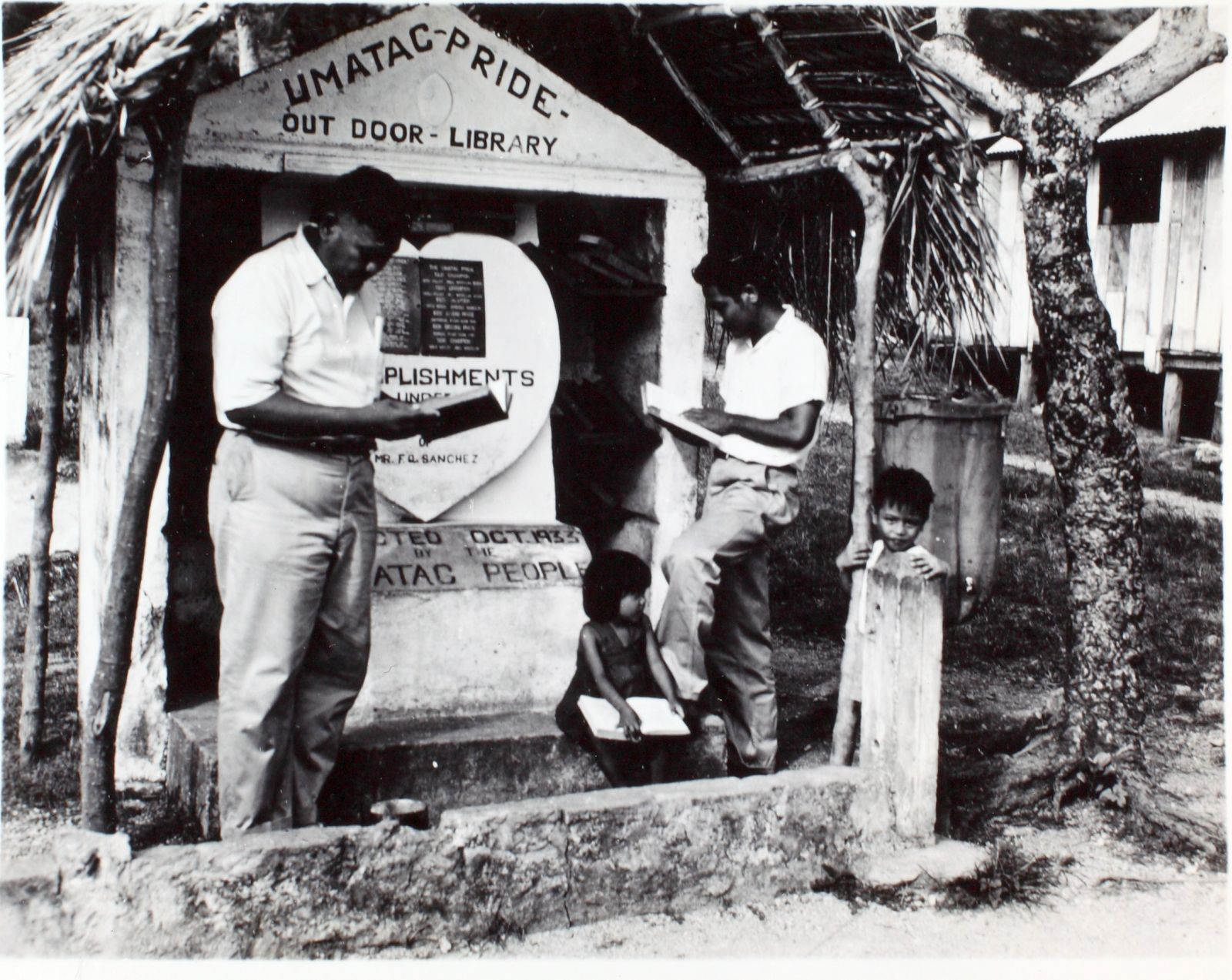
کتابخانه روباز اوتاماک که در سال ۱۹۳۳ ساخته شد، اولین کتابخانه در جنوب گوام بود.

شبکه کتابخانه‌های عمومی گوام، کتابخانه یادبود Nieves M. Flores را در هاگاتنیا و پنج شعبه کتابخانه اداره می‌کند.
اداره آموزش و پرورش گوام به کل جزیره گوام خدمات‌رسانی می‌کند. در سال ۲۰۰۰، ۳۲۰۰۰ دانش‌آموز در مدارس دولتی گوام تحصیل می‌کردند، از جمله ۲۶ مدرسه ابتدایی، هشت مدرسه راهنمایی، شش دبیرستان و مدارس جایگزین. مدارس دولتی گوام با مشکلاتی مانند نرخ بالای ترک تحصیل و نمرات ضعیف در آزمون‌ها دست و پنجه نرم کرده‌اند.
شبکه آموزشی گوام همیشه به عنوان یک جامعه کوچک در فاصله ۹۷۰۰ کیلومتری از سرزمین اصلی ایالات متحده با بدنه دانشجویی بسیار متنوع، از جمله بسیاری از دانش‌آموزانی که از پیشینه‌های بدون آموزش سنتی آمریکایی می‌آیند، با چالش‌های منحصر به فردی روبرو بوده است. رکود اقتصادی در گوام از اواسط دهه ۱۹۹۰ مشکلات مدارس را تشدید کرده است.
قبل از سپتامبر ۱۹۹۷، وزارت دفاع ایالات متحده آمریکا با هیئت آموزش گوام همکاری می‌کرد. در سپتامبر ۱۹۹۷، وزارت فعالیت‌های آموزشی دفاع (DoDEA) مدارس خود را برای فرزندان پرسنل نظامی افتتاح کرد. مدارس DoDEA، که به فرزندان برخی از کارمندان غیرنظامی فدرال نیز خدمات ارائه می‌دهند، در سال ۲۰۰۰، ۲۵۰۰ دانش‌آموز داشتند. DoDEA گوام سه مدرسه ابتدایی/راهنمایی و یک دبیرستان را اداره می‌کند.
دانشگاه گوآم (UOG) و کالج اجتماعی گوام، که هر دو به‌طور کامل توسط انجمن غربی مدارس و کالج‌ها معتبر هستند، دوره‌هایی را در آموزش عالی ارائه می‌دهند. UOG عضو گروه انحصاری تنها ۱۰۶ مؤسسه اعطای زمین در کل ایالات متحده است. دانشگاه جزایر اقیانوس آرام یک مؤسسه کوچک هنرهای لیبرال مسیحی است که در سطح ملی توسط انجمن فراملی کالج‌ها و مدارس مسیحی معتبر شناخته شده است.

## مراقبت‌های بهداشتی
دولت گوام تأسیسات اصلی مراقبت‌های بهداشتی جزیره، بیمارستان مموریال گوام را در تامونینگ نگهداری می‌کند. پزشکان و دندانپزشکان دارای گواهی هیئت مدیره ایالات متحده در تمام تخصص‌ها فعالیت می‌کنند. بیمارستان نیروی دریایی ایالات متحده در آگانا هایتز به اعضای فعال و وابسته جامعه نظامی خدمت می‌کند.
یک آمبولانس هوایی مبتنی بر مشترک در این جزیره وجود دارد، CareJet، که حمل و نقل اضطراری بیمار را در سراسر گوام و جزایر اطراف ارائه می‌دهد. یک بیمارستان خصوصی، شهر پزشکی منطقه‌ای گوام، در اوایل سال ۲۰۱۶ افتتاح شد. مدیکید در گوام پذیرفته می‌شود.

## نگارخانه

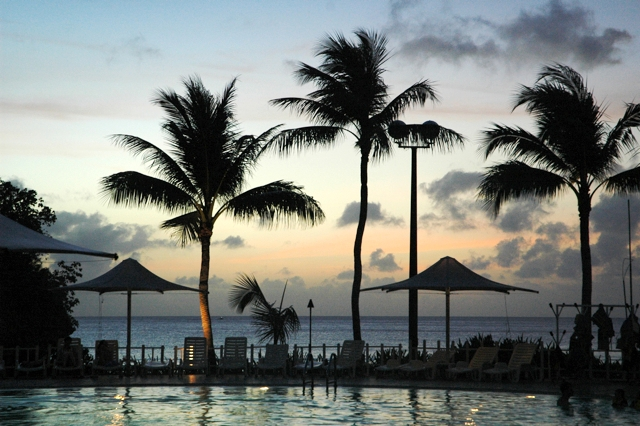
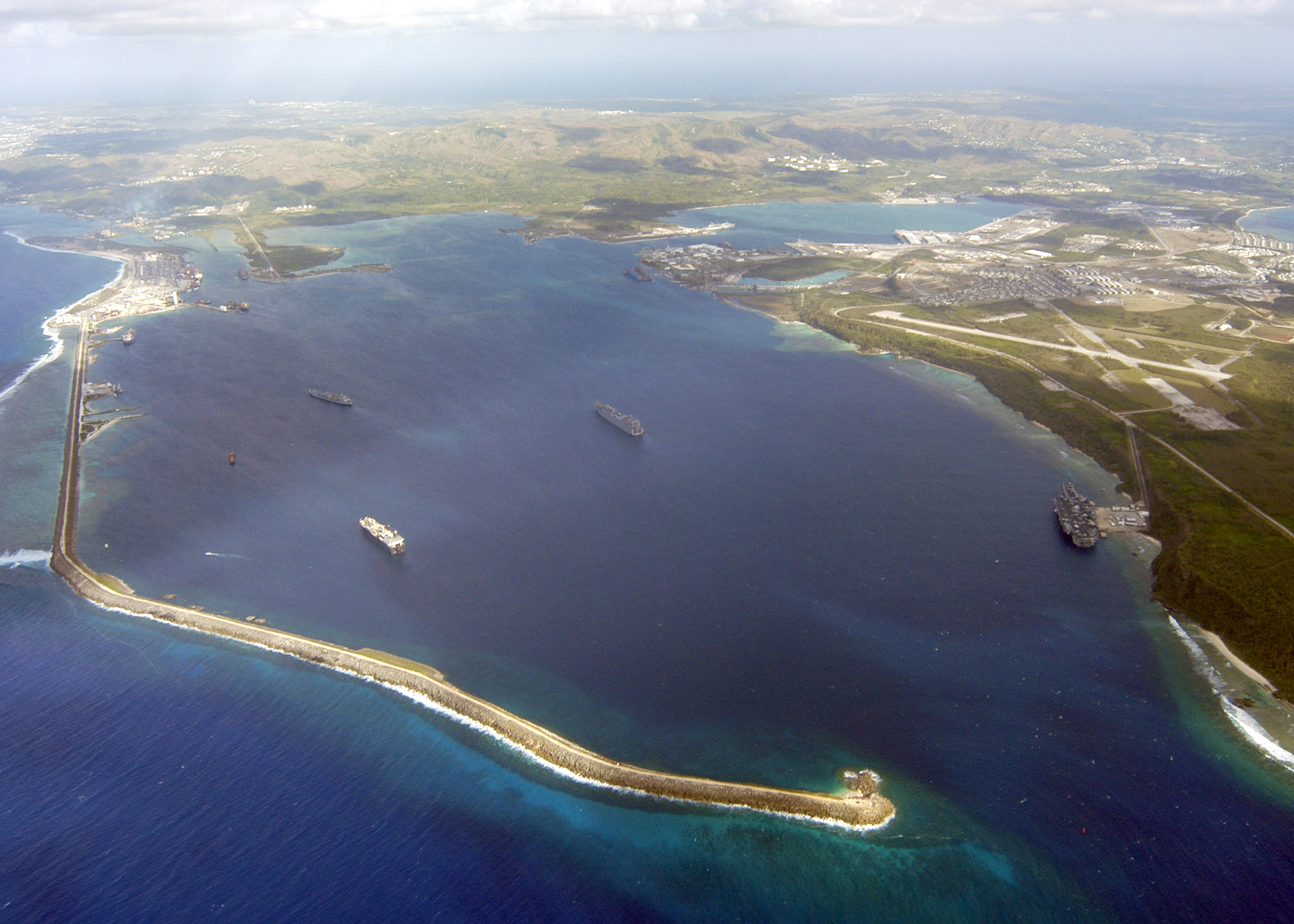
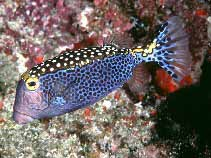